# Diana (mitologia)

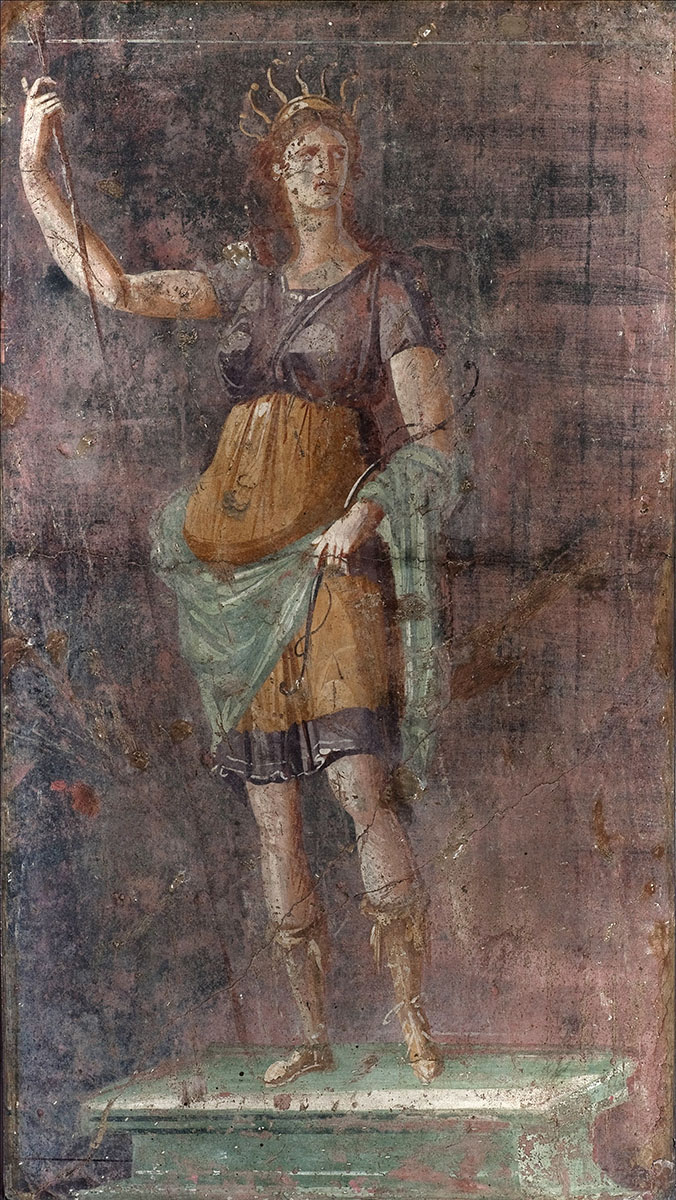
Estátua de Diana-Ártemis, afresco de Pompeia, 50–51 a.C.

Diana é uma deusa da religião romana, considerada principalmente a padroeira do campo e da natureza, dos caçadores, da vida selvagem, do parto, das encruzilhadas, da noite, e da Lua. Ela é equiparada à deusa grega Ártemis e absorveu grande parte da mitologia de Ártemis no início da história romana, incluindo o nascimento na ilha de Delos, filha de Júpiter e Latona, e de um irmão gêmeo, Apolo, embora tenha tido uma origem independente na Itália.
Diana é considerada uma deusa virgem e protetora do parto. Historicamente, Diana formava uma tríade com outras duas divindades romanas: Egéria, a ninfa das águas, sua serva e parteira assistente; e Vírbio, o deus da floresta.
Diana é reverenciada em religiões neopagãs modernas, incluindo o neopaganismo romano, a Stregheria, e a Wicca. Nos períodos antigo, medieval, e moderno, Diana foi considerada uma divindade tríplice, mesclada com uma deusa da lua (Luna/Selene) e do submundo (geralmente Hécate).

## Etimologia
O nome Dīāna provavelmente deriva do latim dīus ('divino'), em última análise, do proto-itálico *dīwī, que significa 'divino, celestial'. Ele deriva do proto-indo-europeu *diwyós ('divino, celestial'), formado com o radical *dyew- ('céu diurno') anexado ao sufixo temático -yós. Cognatos aparecem no grego micênico di-wi-ja, no grego antigo dîos (δῖος; 'pertencente ao céu, semelhante a um deus') e no sânscrito divyá ('dos céus' ou 'celestial').
Os antigos escritores latinos Varrão e Cícero consideravam a etimologia de Dīāna como aliada à de dies e conectada ao brilho da Lua, observando que um de seus títulos é Diana Lucifera ("portadora da luz").
... as pessoas consideram Diana e a lua como a mesma coisa. ... a lua (luna) é assim chamada devido ao verbo brilhar (lucere). Lucina é identificada com ela, e é por isso que em nosso país invocam Juno Lucina no parto, assim como os gregos invocam Diana, a Portadora da Luz. Diana também tem o nome Omnivaga ("vagando por toda parte"), não por causa de sua caça, mas porque ela é contada como um dos sete planetas; seu nome Diana deriva do fato de que ela transforma a escuridão em luz do dia (dies). Ela é invocada no parto porque as crianças nascem ocasionalmente após sete, ou geralmente após nove, revoluções lunares ...
--Quinto Lucílio Balbo como registrado por Marco Túlio Cícero e traduzido por P.G. Walsh.  De Natura Deorum (Sobre a Natureza dos Deuses), Livro II, Parte ii, Seção c 

## Descrição

### Como uma deusa do campo
A persona de Diana é complexa e contém uma série de características arcaicas. Diana era originalmente considerada uma deusa da natureza selvagem e da caça, um esporte central tanto na cultura romana quanto na grega. As primeiras inscrições romanas dedicadas a Diana a celebravam principalmente como caçadora e padroeira dos caçadores. Mais tarde, no período helenístico, Diana passou a ser igualmente ou mais reverenciada como uma deusa não das florestas selvagens, mas da paisagem campestre "domesticada", ou villa rustica, cuja idealização era comum no pensamento e na poesia gregos. Esse duplo papel como deusa da civilização e da natureza selvagem, e portanto do campo civilizado, foi aplicado pela primeira vez à deusa grega Ártemis (por exemplo, na poesia de Anacreonte do século III a.C.).
Por volta do século III d.C., depois que a influência grega teve um profundo impacto na religião romana, Diana foi quase totalmente combinada com Ártemis e assumiu muitos de seus atributos, tanto em seus domínios espirituais quanto na descrição de sua aparência. O poeta romano Nemesiano escreveu uma descrição típica de Diana: Ela carregava um arco e uma aljava cheia de flechas douradas, usava uma capa dourada, botas roxas de cano curto e um cinto com uma fivela de joias para segurar sua túnica, e usava o cabelo preso em uma fita. Por volta do século V d.C., quase um milênio após a entrada de seu culto em Roma, o filósofo Proclo ainda podia caracterizar Diana como "a guardiã inspetiva de tudo que é rural, [que] reprime tudo que é rústico e inculto".

### Como uma deusa tríplice
Diana era frequentemente considerada um aspecto de uma deusa tríplice, conhecida como Diana triformis: Diana, Luna e Hécate. Segundo o historiador C.M. Green, "estas não eram deusas diferentes, nem uma amálgama de deusas diferentes". Elas eram Diana... Diana como caçadora, Diana como a lua, Diana do submundo." Em seu bosque sagrado às margens do Lago Nemi, Diana era venerada como uma deusa tríplice a partir do final do século VI a.C.
Andreas Alföldi interpretou uma imagem em uma moeda republicana tardia como a Diana latina "concebida como uma unidade tripla da caçadora divina, da deusa da Lua e da deusa do mundo inferior, Hécate". Esta moeda, cunhada por P. Accoleius Lariscolus em 43 a.C., foi reconhecida como representando uma estátua arcaica de Diana Nemorense. Representa Ártemis com o arco em uma extremidade, Luna-Selene com flores na outra e uma divindade central não imediatamente identificável, todas unidas por uma barra horizontal. A análise iconográfica permite datar esta imagem do século VI, época em que existem modelos etruscos. A moeda mostra que a imagem do culto à deusa tripla ainda estava no lucus de Nemi em 43 a.C. O Lago Nemi foi chamado de Triviae lacus por Virgílio (Eneida 7.516), enquanto Horácio chamou Diana montium custos nemoremque virgo ("guardiã das montanhas e virgem de Nemi") e diva triformis ("deusa de três formas").
Duas cabeças encontradas no santuário e no teatro romano de Nemi, que têm uma cavidade nas costas, dão suporte a esta interpretação de uma tripla Diana arcaica.

### Como deusa das encruzilhadas e do submundo
O primeiro epíteto de Diana era Trivia, e ela foi tratada com esse título por Virgílio, Catulo, e muitos outros. "Trivia" vem do latim trivium, "tripla via", e se refere à tutela de Diana sobre as estradas, particularmente cruzamentos em Y ou cruzamentos de três vias. Esse papel carregava uma conotação um tanto sombria e perigosa, pois apontava metaforicamente o caminho para o submundo. Na peça Medeia, do século I d.C., a feiticeira de Sêneca invoca Trivia para lançar um feitiço mágico. Ela evoca a deusa tríplice Diana, Selene, e Hécate, e especifica que precisa dos poderes desta última. O poeta Horácio do século I escreveu de forma semelhante sobre um encantamento mágico invocando o poder de Diana e Proserpina. O símbolo da encruzilhada é relevante para vários aspectos do domínio de Diana. Pode simbolizar os caminhos que os caçadores podem encontrar na floresta, iluminados apenas pela lua cheia; isso simboliza fazer escolhas "no escuro", sem a luz da orientação.
O papel de Diana como deusa do submundo, ou pelo menos de guiar as pessoas entre a vida e a morte, fez com que ela fosse confundida desde cedo com Hécate (e ocasionalmente também com Proserpina). No entanto, seu papel como deusa do submundo parece ser anterior à forte influência grega (embora a antiga colônia grega de Cumas tivesse um culto a Hécate e certamente tivesse contato com os latinos). Um teatro em seu santuário no Lago Nemi incluía um fosso e um túnel que permitiam que os atores descessem facilmente por um lado do palco e subissem pelo outro, indicando uma conexão entre as fases da lua e uma descida da deusa da lua ao submundo. É provável que seu aspecto do submundo em seu culto latino original não tivesse um nome específico, como Luna tinha para seu aspecto lunar. Isso se deve a uma aparente relutância ou tabu dos primeiros latinos em nomear divindades do submundo, e ao fato de que acreditavam que o submundo era silencioso, o que impossibilitava a nomeação. Hécate, uma deusa grega também associada à fronteira entre a terra e o submundo, tornou-se associada a Diana como um nome para seu aspecto do submundo, seguindo influência grega.

### Como deusa do parto
Diana era frequentemente considerada uma deusa associada à fertilidade e ao parto, e à proteção das mulheres durante o trabalho de parto. Isso provavelmente surgiu como uma extensão de sua associação com a lua, cujos ciclos eram considerados paralelos ao ciclo menstrual, e que era usada para acompanhar os meses durante a gravidez. Em seu santuário em Aricia, os adoradores deixavam oferendas votivas de terracota para a deusa em forma de bebês e úteros, e o templo também oferecia cuidados com filhotes e cadelas prenhes. Esse cuidado com os bebês também se estendia ao treinamento de jovens e cães, especialmente para a caça. Em seu papel de protetora do parto, Diana era chamada de Diana Lucina, Diana Lucifera ou mesmo Juno Lucina, pois seu domínio se sobrepunha ao da deusa Juno. O título Juno também pode ter tido uma origem independente, pois se aplicava a Diana, com o significado literal de "ajudante" – Diana, como Juno Lucina, seria a "ajudante do parto".

### Como um "deus da moldura"

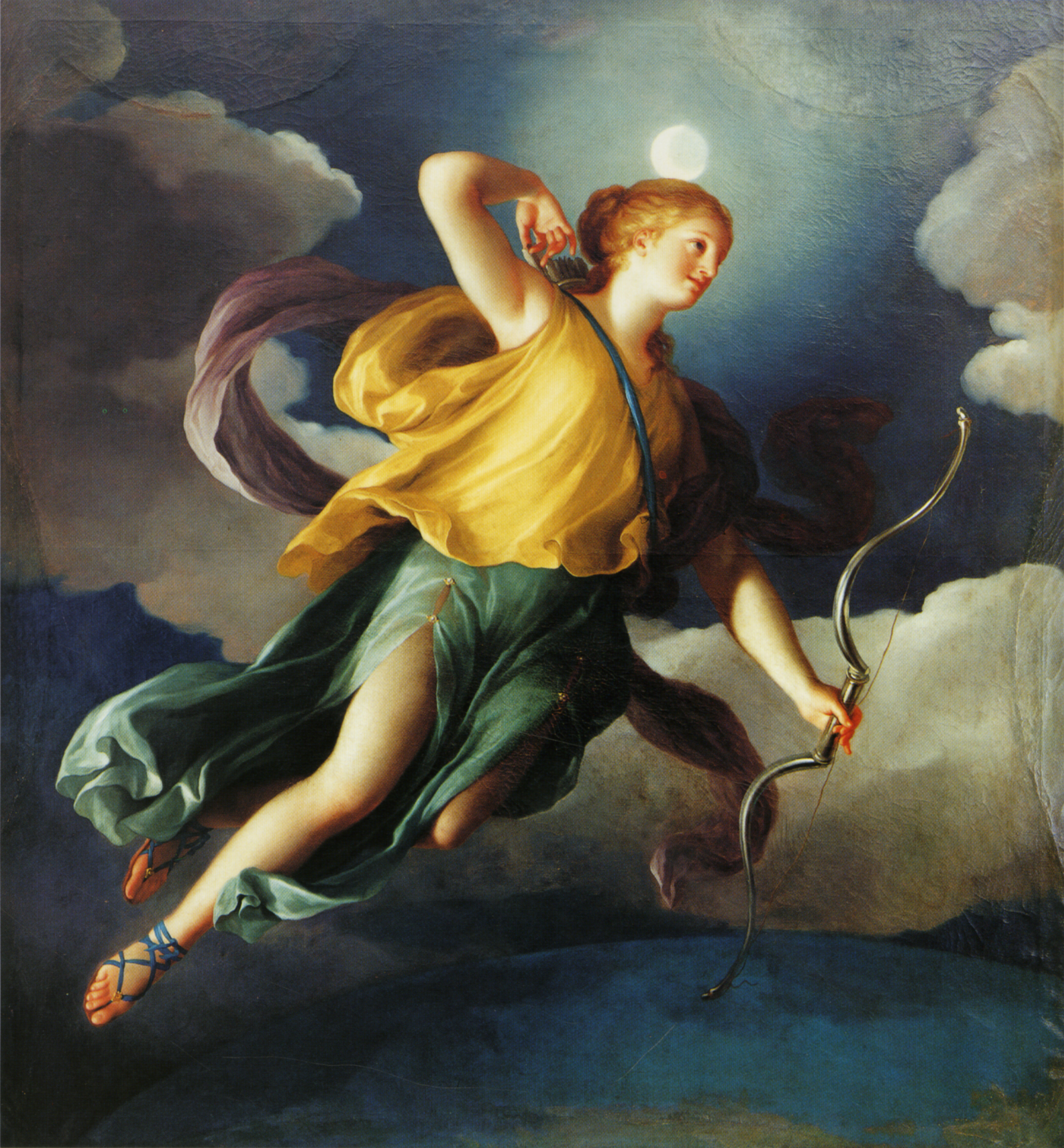
Diana como Personificação da Noite. Anton Raphael Mengs, c. 1765.

De acordo com uma teoria proposta por Georges Dumézil, Diana se enquadra em um subconjunto específico de deuses celestiais, referidos nas histórias da religião como deuses moldura. Tais deuses, embora mantivessem as características originais das divindades celestiais (isto é, poder celestial transcendente e abstenção de governo direto em assuntos mundanos), não compartilhavam o destino de outros deuses celestiais nas religiões indoeuropeias – o de se tornarem dei otiosi, ou deuses sem propósito prático, visto que mantinham um tipo particular de influência sobre o mundo e a humanidade. O caráter celestial de Diana se reflete em sua conexão com a inacessibilidade, a virgindade, a luz e sua preferência por morar em altas montanhas e florestas sagradas. Diana, portanto, reflete o mundo celestial em sua soberania, supremacia, impassibilidade, e indiferença em relação a questões seculares como os destinos dos mortais e dos estados. Ao mesmo tempo, porém, ela é vista como ativa em garantir a sucessão de reis e na preservação da humanidade por meio da proteção da natalidade. Essas funções são aparentes nas instituições e cultos tradicionais relacionados à deusa:
1. A lenda do rex Nemorensis, o sacerdos (sacerdote) de Diana na floresta de Arícia, que ocupou o cargo até que alguém o desafiou e o matou em um duelo, após quebrar um galho de uma determinada árvore da floresta. Essa sucessão sempre aberta revela o caráter e a missão da deusa como garantidora do status real por gerações sucessivas.[28] Sua função como outorgadora de autoridade para governar também é atestada na história relatada por Lívio, na qual um homem sabino que sacrifica uma novilha a Diana conquista para seu país a sede do Império Romano.[29]
2. Diana também era adorada por mulheres que desejavam engravidar ou que, uma vez grávidas, rezavam por um parto fácil. Essa forma de adoração é atestada em achados arqueológicos de estatuetas votivas em seu santuário no nemus Aricinum, bem como em fontes antigas, como Ovídio.[28]

De acordo com Dumezil, o precursor de todos os deuses moldura é um herói épico indiano que era a imagem (avatar) do deus védico Dyaus. Tendo renunciado ao mundo, em seus papéis de pai e rei, ele alcançou o status de um ser imortal, mantendo o dever de garantir que sua dinastia fosse preservada e que sempre houvesse um novo rei a cada geração. O deus escandinavo Heimdallr desempenha uma função análoga: ele nasce primeiro e morre por último. Ele também dá origem à realeza e ao primeiro rei, concedendo-lhe prerrogativas régias. Diana, embora seja uma divindade feminina, tem exatamente as mesmas funções, preservar a humanidade por meio da gestação e da sucessão real.
F. H. Pairault, em seu ensaio sobre Diana, qualificou a teoria de Dumézil como "impossível de verificar".

## Mitologia

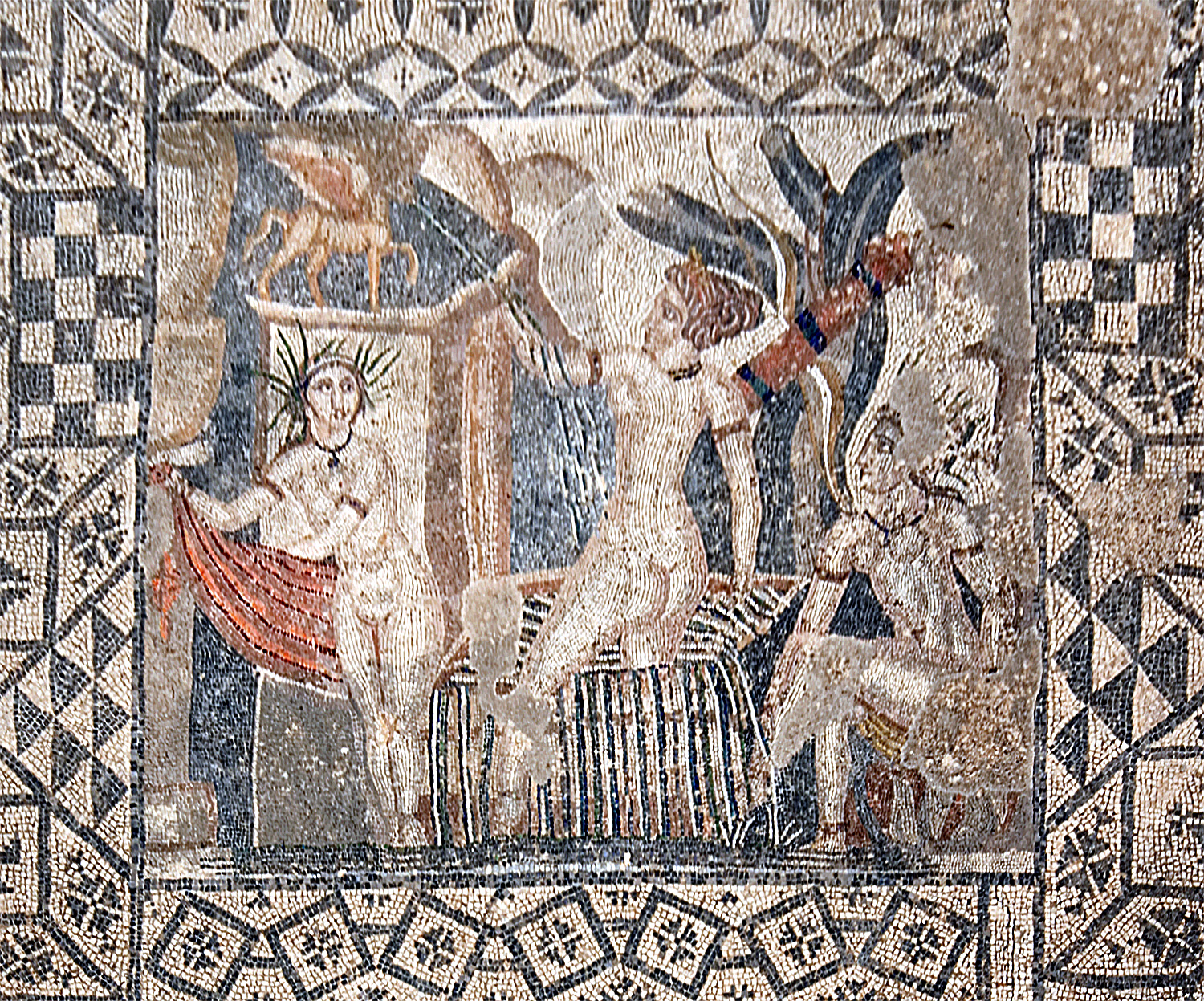
Mosaico retratando Diana e sua ninfa surpreendidas por Actaeão. Ruínas de Volubilis, século II d.C.

Ao contrário dos deuses gregos, os deuses romanos eram originalmente considerados numina: poderes divinos de presença e vontade que não necessariamente tinham forma física. Na época em que Roma foi fundada, Diana e os outros principais deuses romanos provavelmente não tinham muita mitologia propriamente dita, nem representações em forma humana. A ideia de deuses como tendo qualidades antropomórficas e personalidades e ações semelhantes às humanas desenvolveu-se mais tarde, sob a influência da religião grega e etrusca.
No século III a.C., Diana foi encontrada listada entre os doze principais deuses do panteão romano pelo poeta Ênio. Embora a Tríade Capitolina fosse o principal deus estatal de Roma, o mito romano antigo não atribuía uma hierarquia rígida aos deuses como a mitologia grega, embora a hierarquia grega acabasse sendo adotada também pela religião romana.
Depois que a influência grega fez com que Diana fosse considerada idêntica à deusa grega Ártemis, Diana adquiriu a descrição física de Ártemis, seus atributos e variantes de seus mitos também. Assim como Ártemis, Diana geralmente é retratada na arte vestindo um quíton feminino, encurtado no estilo kolpos para facilitar a mobilidade durante a caça, com um arco e aljava de caça, e frequentemente acompanhada por cães de caça. Uma moeda romana do século I a.C. (veja acima) a retratava com um penteado curto e único, e em forma tripla, com uma forma segurando um arco e outra segurando uma papoula.

### Família
Quando o culto a Apolo foi introduzido em Roma, Diana foi confundida com Ártemis, irmã de Apolo, como nos primeiros mitos gregos, e, como tal, passou a ser identificada como filha dos pais de Apolo, Latona e Júpiter. Embora Diana fosse geralmente considerada uma deusa virgem, como Ártemis, autores posteriores às vezes atribuíam a ela consortes e filhos. De acordo com Cícero e Ênio, Trivia (um epíteto de Diana) e Celo eram os pais de Jano, assim como de Saturno e Ops.
De acordo com Macróbio (que citou Nigídio Fígulo e Cícero), Jano e Jana (Diana) são um par de divindades, adoradas como o Sol e a Lua. Dizia-se que Jano recebia sacrifícios antes de todos os outros porque, por meio dele, o caminho de acesso à divindade desejada se tornava evidente.

### Mito de Acteão
A mitologia de Diana incorporava histórias que eram variantes de histórias anteriores sobre Ártemis. Possivelmente, o mais conhecido deles é o mito de Acteão. Na versão de Ovídio desse mito, parte de seu poema Metamorfoses, ele fala de uma piscina ou gruta escondida no vale arborizado de Gargaphie. Lá, Diana, a deusa das florestas, banhava-se e descansava após uma caçada. Acteão, um jovem caçador, tropeçou na gruta e, acidentalmente, testemunhou a deusa banhando-se sem ser convidado. Em retaliação, Diana jogou água da piscina nele, xingando-o, e ele se transformou em um veado. Seus próprios cães de caça sentiram seu cheiro e o despedaçaram.
A versão de Ovídio do mito de Acteão difere da maioria das fontes anteriores. Ao contrário dos mitos anteriores sobre Ártemis, Acteõ é morto por um erro inocente, ao vislumbrar Diana tomando banho. Uma variante anterior desse mito, conhecida como Banho de Palas, tinha o caçador espionando intencionalmente a deusa do banho Palas (Atenas), e versões anteriores do mito envolvendo Ártemis não envolviam o banho totalmente.

## Adoração no período clássico

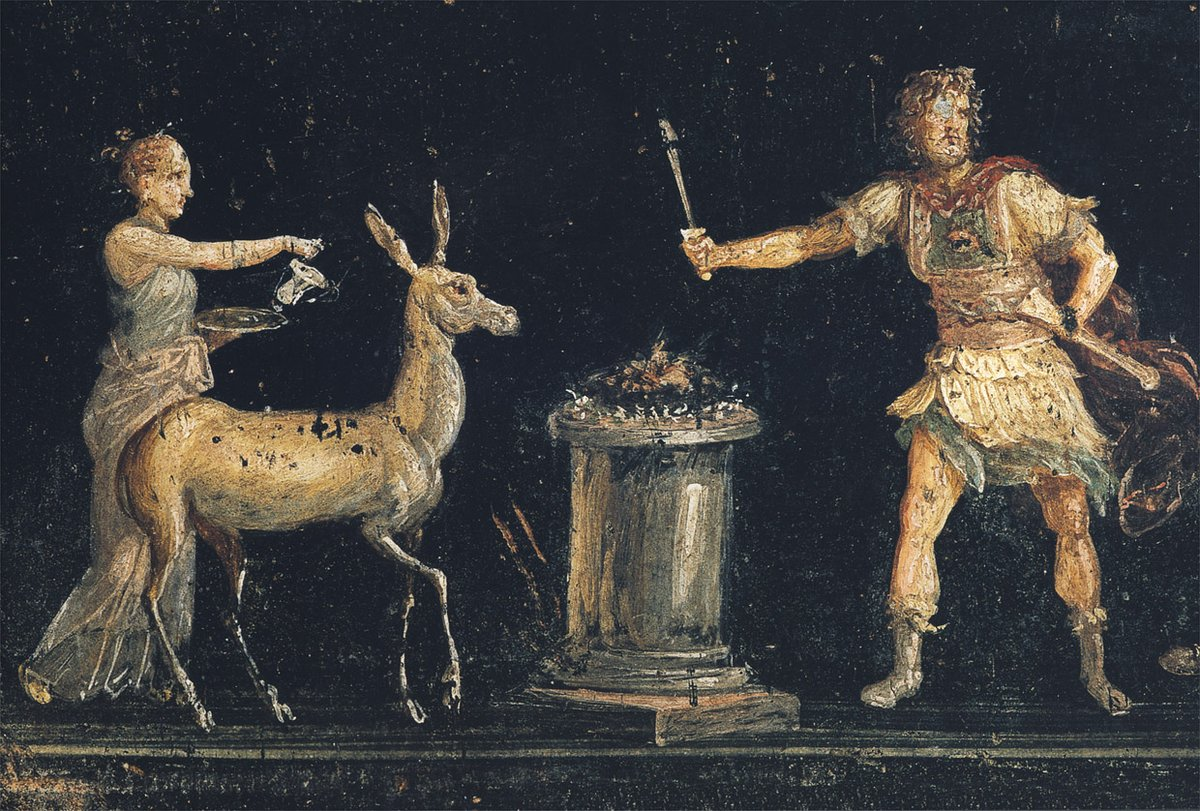
Uma antiga pintura mural romana do Quarto Estilo Pompeiano representando uma cena de sacrifício em homenagem à deusa Diana; ela é vista aqui acompanhada por um veado. O afresco foi descoberto no triclínio da Casa dos Vécios, em Pompeia, Itália.

Diana era uma deusa antiga, comum a todas as tribos latinas. Por isso, muitos santuários foram dedicados a ela nas terras habitadas por latinos. Seu santuário principal era um bosque com vista para o Lago Nemi, um corpo d'água também conhecido como "Espelho de Diana", onde ela era adorada como Diana Nemorense, ou "Diana da Floresta". Em Roma, o culto a Diana pode ter sido quase tão antigo quanto a própria cidade. Varrão a menciona na lista de divindades às quais o rei Tito Tácio prometeu construir um santuário. Sua lista incluía Luna e Diana Lucina como entidades distintas. Outro testemunho da antiguidade de seu culto pode ser encontrado na lex regia do rei Túlio Hostílio, que condena os culpados de incesto à sacratio a Diana. Ela tinha um templo em Roma, no Monte Aventino, segundo a tradição, dedicado pelo rei Sérvio Túlio. Sua localização é notável, pois o Aventino está situado fora do pomerium, ou seja, do território original da cidade, a fim de cumprir a tradição de que Diana era uma deusa comum a todos os latinos e não exclusivamente aos romanos. Estar localizada no Aventino, e portanto fora do pomerium, significava que o culto a Diana permaneceu essencialmente estrangeiro, como o de Baco; ela nunca foi oficialmente transferida para Roma como Juno foi após o saque de Veios.
Outros santuários e templos conhecidos de Diana incluem Colle di Corne perto de Túsculo, onde ela é referida com o nome latino arcaico deva Cornisca e onde existia um colégio de adoradores; em Évora, Portugal; Monte Álgido, também perto de Túsculo; em Lavínio; e em Tibur (Tivoli), onde ela é referida como Diana Opifera Nemorensis. Diana também era adorada em um bosque sagrado mencionado por Lívio – ad compitum Anagninum (perto de Anagni), e no Monte Tifata, na Campânia.
De acordo com Plutarco, homens e mulheres eram adoradores de Diana e eram bem-vindos em todos os seus templos. A única exceção parece ter sido um templo no Vicus Patricius, no qual os homens não entravam devido à tradição, ou não tinham permissão para entrar. Plutarco relatou uma lenda de que um homem tentou agredir uma mulher que estava adorando neste templo e foi morto por uma matilha de cães (ecoando o mito de Diana e Acteão), o que resultou em uma superstição contra homens que entravam no templo.
Uma característica comum a quase todos os templos e santuários de Diana no século II d.C. era a instalação de chifres de veado. Plutarco observou que a única exceção a isso era o templo no Monte Aventino, no qual chifres de touro haviam sido pendurados. Plutarco explica isso por meio de uma lenda que envolve o sacrifício de um impressionante touro sabino pelo rei Sérvio na fundação do templo do Aventino.

### Santuário no Lago Nemi

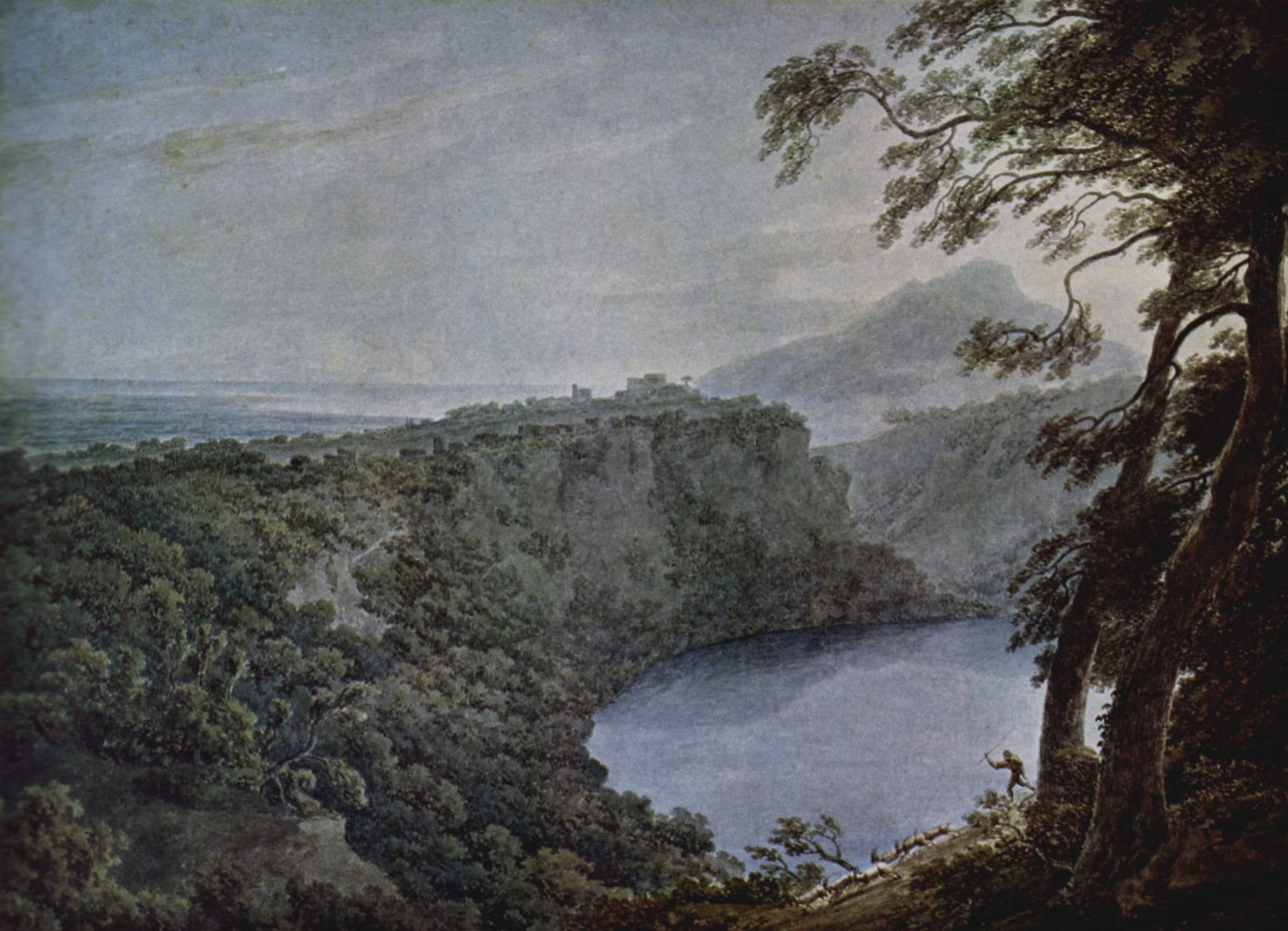
Uma representação do Lago Nemi do século XVIII, pintada por John Robert Cozens

A adoração a Diana pode ter se originado em um santuário ao ar livre com vista para o Lago Nemi, nas Colinas Albanas, perto de Arícia, onde ela era adorada como Diana Nemorense, ou ("Diana da Clareira Silvestre"). Segundo relatos lendários, o santuário foi fundado por Orestes e Ifigênia após fugirem dos Tauros. Nessa tradição, o santuário de Nemi teria sido construído seguindo o modelo de um antigo Templo de Ártemis Tauropolo, e a primeira estátua de culto em Nemi teria sido roubada dos Tauri e trazida para Nemi por Orestes. Evidências históricas sugerem que o culto a Diana em Nemi floresceu pelo menos desde o século VI a.C. até o século II d.C. Seu culto ali foi atestado pela primeira vez na literatura latina por Catão, o Velho, em uma citação sobrevivente do falecido gramático Prisciano. No século IV a.C., o simples santuário de Nemi foi unido a um complexo de templos. O santuário desempenhou um importante papel político, pois era mantido em comum pela Liga Latina.
Um festival para Diana, a Nemorália, era realizado anualmente em Nemi nos idos de agosto (13 a 15 de agosto). Os adoradores viajavam para Nemi carregando tochas e guirlandas e, uma vez no lago, deixavam pedaços de linha amarrados em cercas e tábuas com orações inscritas. O festival de Diana acabou se tornando amplamente celebrado em toda a Itália, o que era incomum dada a natureza provinciana do culto a Diana. O poeta Estácio escreveu sobre o festival:
"É a estação em que a região mais escaldante dos céus toma conta da terra e a estrela cadente Sirius, frequentemente atingida pelo sol de Hyperion, queima os campos ofegantes. Agora é o dia em que o bosque arício de Trivia, conveniente para reis fugitivos, fica esfumaçado, e o lago, tendo conhecimento culpado de Hipólito, brilha com o reflexo de uma multidão de tochas; a própria Diana enfeita os merecedores cães de caça, lustra as pontas de flechas e permite que os animais selvagens partam em segurança, e em lareiras virtuosas toda a Itália celebra os Idos Hecateus." (Estácio Silv. 3.I.52–60)
Estácio descreve a natureza tripla da deusa invocando imagens celestiais (as estrelas), terrenas (o próprio bosque) e do submundo (Hécate). Ele também sugere, pela guirlanda dos cães e pelo polimento das lanças, que a caça não era permitida durante o festival.
Diz a lenda que o sumo sacerdote de Diana em Nemi, conhecido como Rex Nemorensis, sempre foi um escravo fugitivo que só conseguia obter o cargo derrotando seu predecessor em uma luta até a morte. Sir James George Frazer escreveu sobre este bosque sagrado em The Golden Bough, baseando sua interpretação em breves observações de Estrabão (5.3.12), Pausânias (2.27.24) e no comentário de Sérvio sobre a Eneida (6.136). A lenda fala de uma árvore que ficava no centro do bosque e era fortemente guardada. Ninguém tinha permissão para quebrar seus galhos, com exceção de um escravo fugitivo, que, se pudesse, podia quebrar um dos galhos. Ele então recebeu o privilégio de enfrentar o Rex Nemorensis, o atual rei e sacerdote de Diana, em uma luta até a morte. Se o escravo prevalecesse, ele se tornaria o próximo rei enquanto conseguisse derrotar seus adversários. No entanto, Joseph Fontenrose criticou a suposição de Frazer de que um rito desse tipo realmente ocorria no santuário, e não existem registros contemporâneos que sustentem a existência histórica do Rex Nemorensis.

### Propagação e fusão com Ártemis

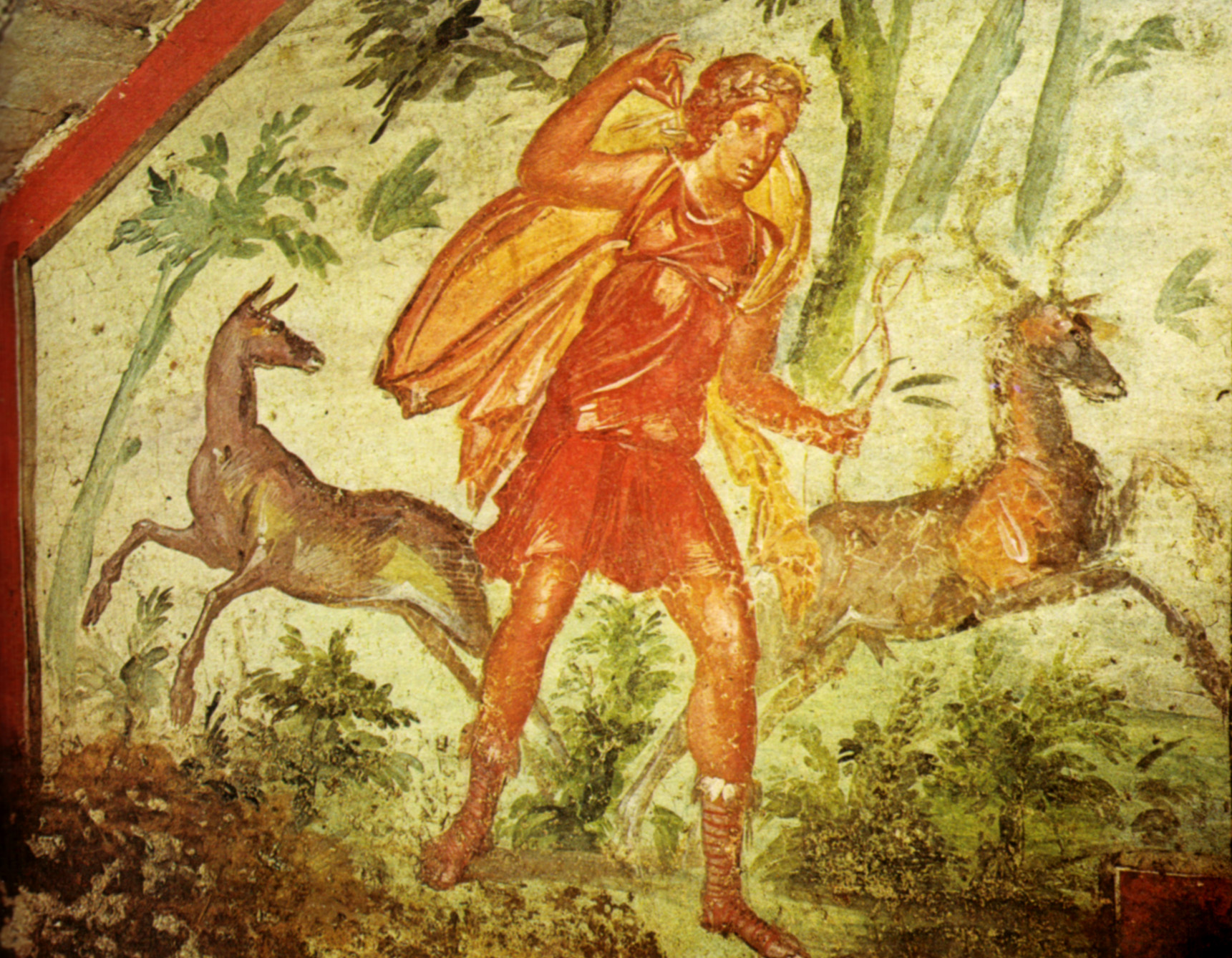
Um afresco romano representando Diana caçando, século IV d.C., do hipogeu da Via Livenza em Roma

Roma esperava unificar e controlar as tribos latinas ao redor de Nemi, então o culto a Diana foi importado para Roma como uma demonstração de solidariedade política. Diana logo depois se helenizou e se uniu à deusa grega Ártemis, "um processo que culminou com o aparecimento de Diana ao lado de Apolo [o irmão de Ártemis] no primeiro lectisternium em Roma" em 399 a.C. O processo de identificação entre as duas deusas provavelmente começou quando artistas que foram contratados para criar novas estátuas religiosas para os templos de Diana fora de Nemi ficaram impressionados com os atributos semelhantes entre Diana e a mais conhecida Ártemis, e esculpiram Diana de uma maneira inspirada em representações anteriores de Ártemis. A influência sibilina e o comércio com Massília, onde existiam estátuas de culto semelhantes a Ártemis, teriam completado o processo.
De acordo com o estudo de Françoise Hélène Pairault, evidências históricas e arqueológicas apontam para o fato de que as características atribuídas a Diana do Monte Aventino e Diana Nemorense foram produto da influência direta ou indireta do culto de Ártemis, que foi espalhado pelos fócios entre as cidades gregas da Campânia Cuma e Cápua, que por sua vez o passaram para os etruscos e latinos nos séculos VI e V a.C.
Evidências sugerem que ocorreu um confronto entre dois grupos de etruscos que lutavam pela supremacia: os de Tarquinia, Vulcos e Cere (aliados aos gregos de Cápua) e os de Clúsio. Isso se reflete na lenda da chegada de Orestes a Nemi e da inumação de seus ossos no Fórum Romano, próximo ao templo de Saturno. O culto introduzido por Orestes em Nemi é aparentemente o da Ártemis Tauropolo. A ampliação literária revela um contexto religioso confuso: diferentes versões de Ártemis foram fundidas sob o epíteto. No que diz respeito à Diana de Nemi, existem duas versões diferentes, de Estrabão e Sérvio Honorato. A versão de Estrabão parece ser a mais confiável, visto que ele teve acesso a fontes primárias de primeira mão sobre os santuários de Ártemis, ou seja, o sacerdote de Ártemis, Artemidoro, de Éfeso. O significado de Tauropolos denota uma deusa asiática com atributos lunares, senhora dos rebanhos. A única interpretatio graeca possível da alta antiguidade referente a Diana Nemorense poderia ter sido aquela baseada neste aspecto ancestral de uma divindade da luz, mestra da vida selvagem. Tauropolos é um epíteto antigo atribuído a Ártemis, Hécate, e até mesmo a Atena. De acordo com a lenda, Orestes fundou Nemi junto com Ifigênia. Em Cuma, a Sibila é a sacerdotisa de Foibos e Trívia. Hesíodo e Estesícoro contam a história segundo a qual, após sua morte, Ifigênia foi divinizada sob o nome de Hécate, um fato que apoiaria a suposição de que Ártemis Tauropolos tinha uma aliança antiga real com a heroína, que era sua sacerdotisa em Táuridas e seu paradigma humano. Este complexo religioso é, por sua vez, sustentado pela estátua tripla de Ártemis-Hécate.
Em Roma, Diana era vista com grande reverência e era padroeira dos cidadãos de classe baixa, chamados plebeus, bem como dos escravos, que podiam receber asilo em seus templos. Georg Wissowa propôs que isso poderia ocorrer porque os primeiros escravos dos romanos eram latinos das tribos vizinhas. No entanto, o Templo de Ártemis em Éfeso tinha o mesmo costume do asilo.

### Em Roma

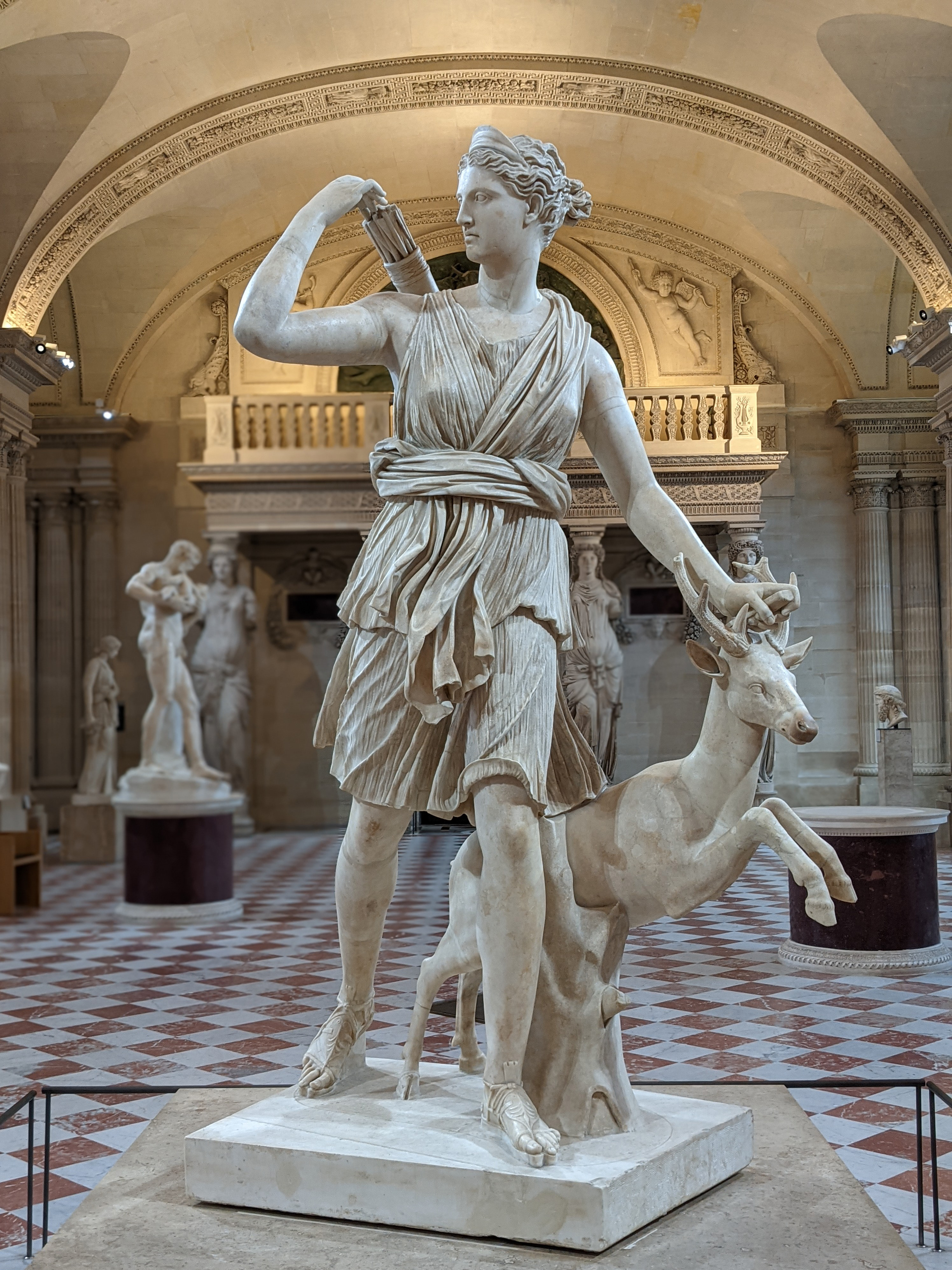
Diana de Versalhes, uma versão romana do século II na tradição grega da iconografia (Museu do Louvre, Paris).

A adoração a Diana provavelmente se espalhou pela cidade de Roma a partir de 550 a.C., durante sua helenização e união com a deusa grega Ártemis. Diana foi inicialmente adorada junto com seu irmão e sua mãe, Apolo e Latona, em seu templo no Campo de Marte, e posteriormente no Templo de Apolo Palatino.
O primeiro grande templo dedicado principalmente a Diana nas proximidades de Roma foi o Templo de Diana Aventina (Diana do Monte Aventino). Segundo o historiador romano Lívio, a construção deste templo começou no século VI a.C. e foi inspirada nas histórias do enorme Templo de Ártemis em Éfeso, que se dizia ter sido construído através dos esforços combinados de todas as cidades da Ásia Menor. Diz a lenda que Sérvio Túlio ficou impressionado com esse ato de grande cooperação política e econômica e convenceu as cidades da Liga Latina a trabalhar com os romanos para construir seu próprio templo para a deusa. Entretanto, não há evidências convincentes de uma construção tão antiga do templo, e é mais provável que ele tenha sido construído no século III a.C., seguindo a influência do templo de Nemi, e provavelmente na mesma época em que os primeiros templos de Vertumno (que era associado a Diana) foram construídos em Roma (264 a.C.). O equívoco de que o Templo Aventino foi inspirado no Templo de Éfeso pode ter origem no fato de que as imagens de culto e estátuas usadas no primeiro eram fortemente baseadas naquelas encontradas no último. Qualquer que seja a data inicial de sua construção, os registros mostram que o Templo Aventino foi reconstruído por Lúcio Cornifício em 32 a.C. Se ainda estivesse em uso no século IV d.C., o Templo Aventino teria sido permanentemente fechado durante a perseguição aos pagãos no final do Império Romano. Hoje, uma pequena rua chamada Via del Tempio di Diana e uma praça associada, a Piazza del Tempio di Diana, comemoram o local do templo. Parte de sua muralha está localizada dentro de um dos salões do restaurante Apuleio.
As dedicações posteriores de templos frequentemente se baseavam no modelo de fórmulas rituais e regulamentos do Templo de Diana. Políticos romanos construíram vários templos menores dedicados a Diana em outras partes de Roma para garantir o apoio público. Um deles foi construído no Campo de Marte em 187 a.C.; não foram encontrados registros deste templo no período imperial, e é possível que tenha sido um dos templos demolidos por volta de 55 a.C. para a construção de um teatro. Diana também tinha um templo público no Monte Quirinal, o santuário de Diana Planciana. Foi consagrado por Plâncio em 55 a.C., embora não esteja claro qual Plâncio.
Em sua adoração a Ártemis, os gregos encheram seus templos com esculturas da deusa criadas por escultores famosos, e muitas foram adaptadas para uso na adoração de Diana pelos romanos, começando por volta do século II a.C. (o início de um período de forte influência helenística na religião romana). As primeiras representações da Ártemis de Éfeso são encontradas em moedas efésias desse período. Durante o período imperial, pequenas estátuas de mármore da Ártemis de Éfeso eram produzidas na região ocidental do Mediterrâneo e frequentemente compradas por clientes romanos. Os romanos obtiveram uma grande cópia de uma estátua de Ártemis de Éfeso para seu templo no Monte Aventino. Diana era geralmente retratada por romanos instruídos em seu disfarce como grega. Se ela foi representada acompanhada por um veado, como na Diana de Versalhes, isso se deve ao fato de Diana ser a padroeira da caça. O veado também pode ser uma referência velada ao mito de Acteon (ou Acteão), que a viu banhando-se nua. Diana transformou Acteon em um veado e incitou seus próprios cães de caça a matá-lo.

### No Monte Tifata

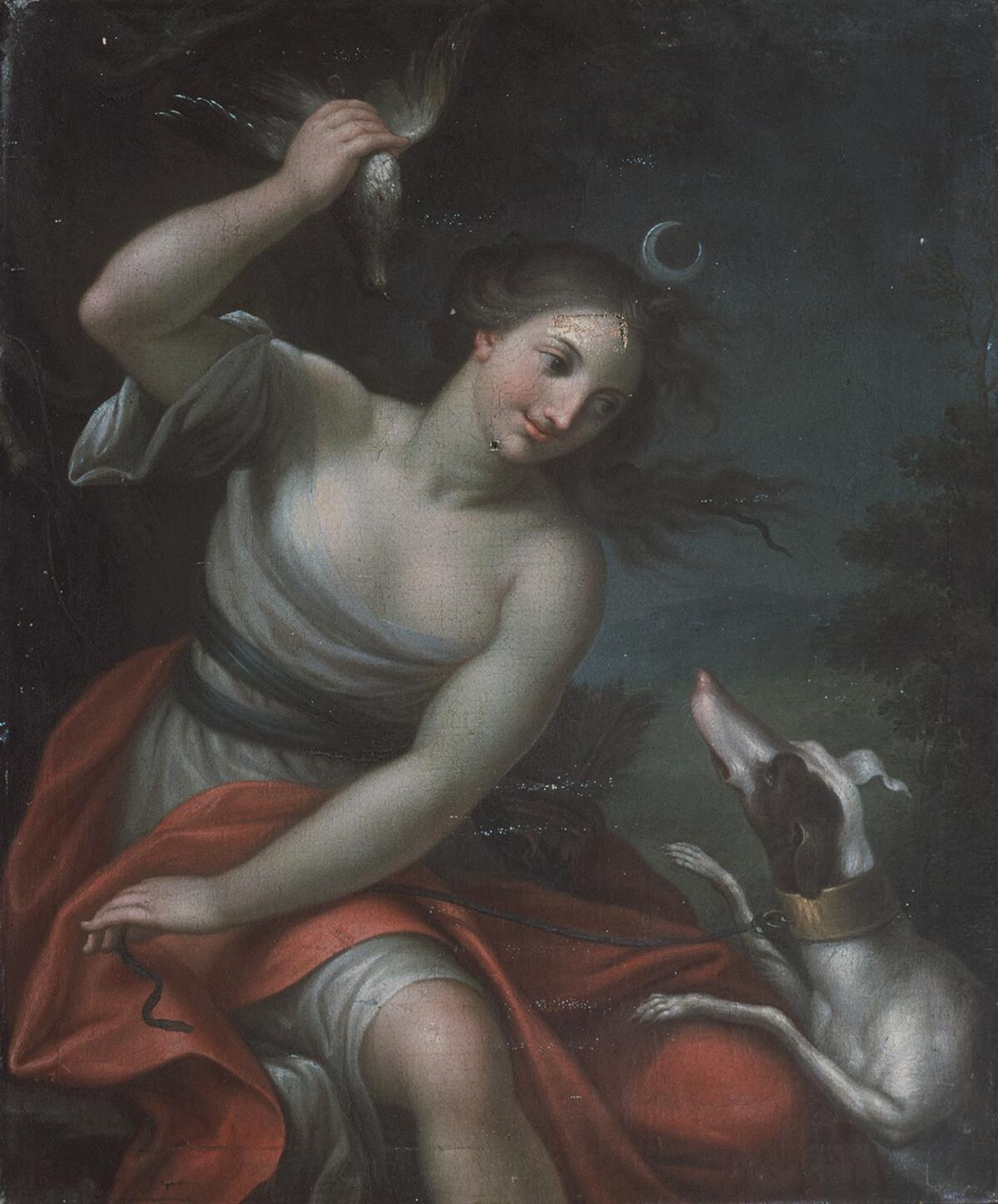
Diana e seu cão, c. 1720

Na Campânia, Diana tinha um grande templo no Monte Tifata, perto de Cápua. Ela era adorada lá como Diana Tifatina. Este era um dos santuários mais antigos da Campânia. Como santuário rural, incluía terras e propriedades que teriam sido cultivadas por escravos após a conquista romana da Campânia, e registros mostram que projetos de expansão e reforma em seu templo foram financiados em parte por outras conquistas em campanhas militares romanas. A moderna igreja cristã de Sant'Angelo in Formis foi construída sobre as ruínas do templo de Tifata.

### Províncias romanas
Nas províncias romanas, Diana era amplamente venerada, juntamente com divindades locais. Mais de 100 inscrições dedicadas a Diana foram catalogadas nas províncias, principalmente da Gália, Germânia Superior, e Britânia. Diana era comumente invocada juntamente com outro deus da floresta, Silvano, bem como outros "deuses da montanha". Nas províncias, ela era ocasionalmente confundida com deusas locais, como Abnoba, e recebia status elevado, sendo Augusta e Regina ("rainha") epítetos comuns.

### Culto doméstico
Diana não era apenas considerada uma deusa da natureza selvagem e da caça, mas também era frequentemente adorada como padroeira das famílias. Ela desempenhava uma função semelhante à de Vesta, a deusa do lar, e às vezes era considerada membro dos Penates, as divindades mais frequentemente invocadas em rituais domésticos. Nesse papel, ela frequentemente recebia um nome que refletia a tribo da família que a adorava e pedia sua proteção. Por exemplo, no que hoje é Wiesbaden, Diana era adorada como Diana Mattiaca pela tribo Mattiaci. Outros nomes derivados de famílias atestados na literatura antiga incluem Diana Cariciana, Diana Valeriana, e Diana Plancia. Como deusa doméstica, Diana frequentemente era rebaixada em estatura em comparação com seu culto oficial pela religião estatal romana. No culto pessoal ou familiar, Diana era elevada ao nível de outros espíritos domésticos e acreditava-se que tinha um interesse pessoal na prosperidade da casa e na continuidade da família. O poeta romano Horácio considerava Diana uma deusa doméstica em suas Odes e tinha um altar dedicado a ela em sua vila, onde o culto doméstico podia ser realizado. Em sua poesia, Horácio contrastava deliberadamente os hinos grandiosos e elevados a Diana em nome de todo o estado romano, o tipo de culto que teria sido típico em seu templo no Aventino, com uma forma mais pessoal de devoção.
Imagens de Diana e seus mitos associados foram encontradas em sarcófagos de romanos ricos. Frequentemente incluíam cenas representando sacrifícios à deusa, e em pelo menos um exemplo, o homem falecido é mostrado participando da caçada de Diana.

## Teologia
Desde os tempos antigos, filósofos e teólogos examinam a natureza de Diana à luz de suas tradições de adoração, atributos, mitologia e identificação com outros deuses.

### Confusão com outras deusas

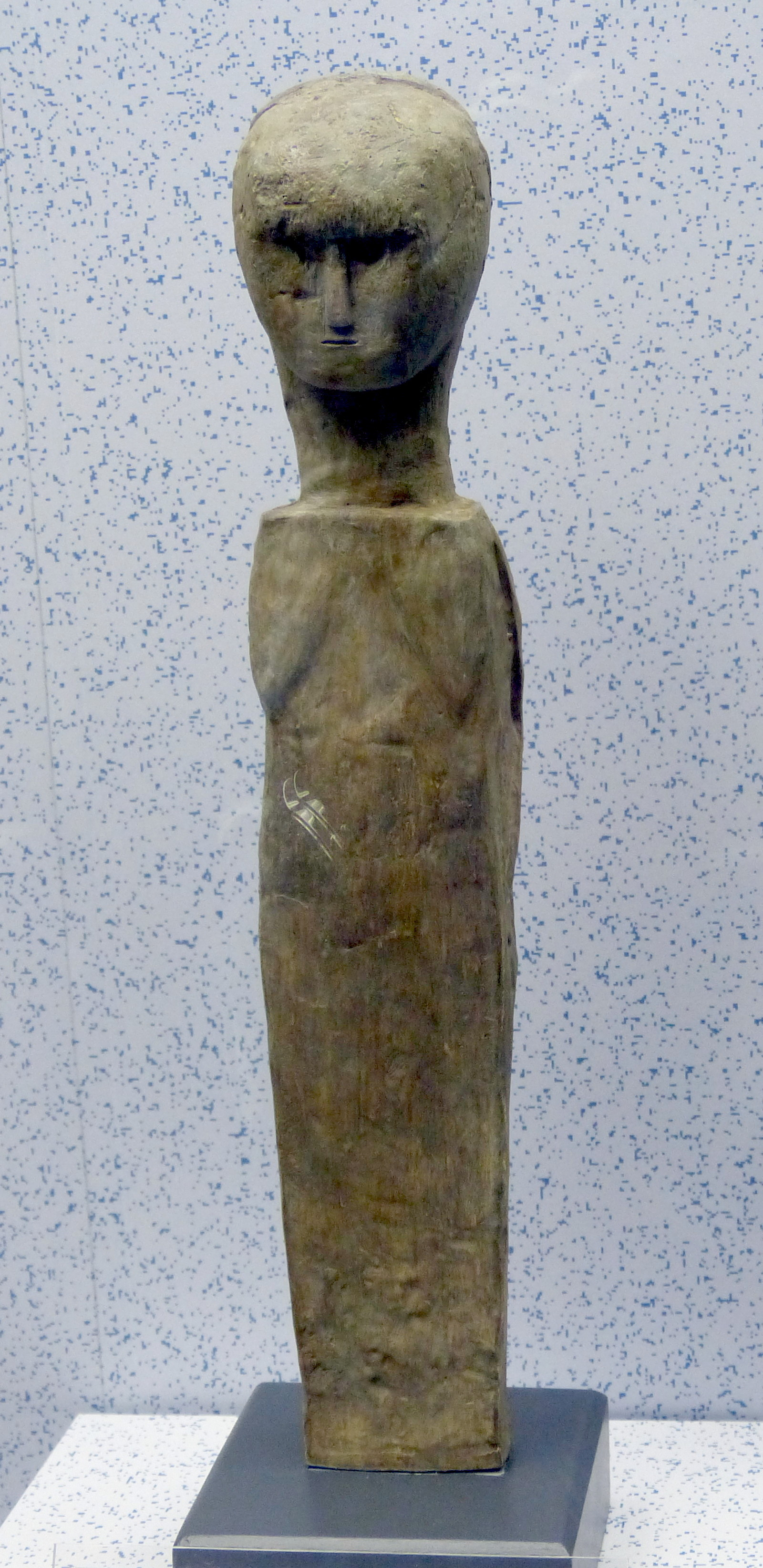
Estátua de madeira de Diana Abnoba, Museu de Pré-História da Turíngia

Diana era inicialmente uma deusa da caça e da floresta local em Nemi, mas, à medida que seu culto se espalhou, ela adquiriu atributos de outras deusas semelhantes. Ao ser confundida com Ártemis, tornou-se uma deusa lunar, identificada com as outras deusas lunares, Luna e Hécate. Ela também se tornou a deusa do parto e governou o campo. Catulo escreveu um poema para Diana no qual ela tem mais de um pseudônimo: Latônia, Lucina, Juno, Trívia, Luna.
Junto com Marte, Diana era frequentemente venerada em jogos realizados em anfiteatros romanos, e algumas inscrições das províncias do Danúbio mostram que ela foi confundida com Nêmesis nesse papel, como Diana Nemesis.
Fora da Itália, Diana tinha importantes centros de culto, onde era sincretizada com divindades locais semelhantes na Gália, Germânia Superior, e Britânia. Diana era particularmente importante na região da Floresta Negra e arredores, onde era confundida com a deusa local Abnoba e adorada como Diana Abnoba.
Algumas fontes da Antiguidade Tardia foram ainda mais longe, sincretizando muitas "grandes deusas" locais em uma única "Rainha do Céu". O filósofo platônico Apuleio, escrevendo no final do século II, descreveu a deusa declarando:
"Venho, Lúcio, movida por suas súplicas: eu, mãe do universo, senhora de todos os elementos, primogênita de todas as eras, a mais elevada dos deuses, rainha das sombras, a primeira daqueles que habitam o céu, representando em uma forma todos os deuses e deusas. Minha vontade controla as alturas brilhantes do céu, os ventos saudáveis do mar e os silêncios tristes do inferno; o mundo inteiro adora minha única divindade em mil formas, com diversos ritos e sob muitos nomes diferentes. Os frígios, primogênita da humanidade, chamam-me de Pessinuntia, Mãe dos deuses; os atenienses nativos, de Cecropiana Minerva; os cipriotas insulares, de Pafia Vênus; os arqueiros cretenses, de Dictinana Diana; os sicilianos de três línguas, de Estígio Proserpina; os antigos eleusinos, Ceres Acteu; alguns me chamam de Juno, alguns de Belona, outros de Hécate, outros de Ramnúsia; mas ambas as raças de etíopes, aqueles sobre os quais o sol nascente e aqueles sobre os quais o sol poente brilha, e os egípcios que se destacam no conhecimento antigo, honram-me com a adoração que é verdadeiramente minha e me chamam pelo meu verdadeiro nome: Rainha Ísis."
--Apuleio, traduzido por E. J. Kenny. O Asno de Ouro
Poetas e historiadores posteriores consideraram a identidade de Diana como uma deusa tríplice para fundi-la com as tríades de deusas celestiais, terrenas e do submundo (ctônicas). Mário Sérvio Honorato disse que a mesma deusa era chamada de Luna no céu, Diana na terra, e Proserpina no inferno. Michael Drayton elogia a Tríplice Diana no poema The Man in the Moone (1606): "Assim, estas três grandes, as mais poderosas das demais, Febe, Diana, e Hécate, contam sua soberania no Céu, na Terra e no Inferno".

### No Platonismo
Com base nos escritos anteriores de Platão, os filósofos neoplatônicos da antiguidade tardia uniram os vários deuses principais da tradição helênica em uma série de mônadas contendo tríades, com algumas criando o mundo, algumas animando-o ou dando-lhe vida, e outras harmonizando-o. Dentro desse sistema, Proclo considerava Diana uma das principais divindades animadoras, ou doadoras de vida. Citando a tradição órfica, Proclo conclui que Diana "preside toda a geração na natureza e é a parteira dos princípios produtivos físicos" e que ela "estende esses órgãos genitais, distribuindo até as naturezas subterrâneas o poder prolífico de [Baco]". Especificamente, Proclo considerava que o princípio gerador da vida da mais alta ordem, dentro do reino Intelectual, era Reia, a quem identificava com Ceres. Dentro de sua divindade, foi produzida a causa do princípio básico da vida. A projeção desse princípio no reino inferior, o Hipercósmico, da realidade gerou uma mônada inferior, Coré, que poderia, portanto, ser entendida como a "filha" de Ceres. Coré personificava o princípio "donzela" da geração que, mais importante, incluía um princípio de divisão – enquanto Deméter gerava a vida indiscriminadamente, Coré a distribui individualmente. Essa divisão resulta em outra tríade ou trindade, conhecida como a Trindade Donzela, dentro da mônada de Coré: Diana, Proserpina, e Minerva, por meio das quais os seres vivos individuais recebem vida e se aperfeiçoam. Especificamente, de acordo com um comentário do estudioso Spyridon Rangos, Diana (equiparada a Hécate) dá existência, Proserpina (equiparada à "Alma") dá forma, e Minerva (equiparada à "Virtude") dá intelecto.
Em seu comentário sobre Proclo, o estudioso platônico do século XIX, Thomas Taylor, expandiu a teologia dos filósofos clássicos, interpretando a natureza e os papéis dos deuses à luz de todo o corpo da filosofia neoplatônica. Ele cita Platão ao atribuir um aspecto triplo à sua característica central da virgindade: a imaculada, a mundana e a anagógica. Através da primeira forma, Diana é considerada uma "amante da virgindade". Através do segundo, ela é a guardiã da virtude. Através do terceiro, considera-se que ela "odeia os impulsos que surgem da geração". Através do princípio do imaculado, Taylor sugere que ela recebe supremacia na tríade de divindades vivificantes ou animadoras de Proclo, e nesse papel os teurgos a chamavam de Hécate. Nesse papel, Diana recebe o poder imaculado (Amilieti) dos outros deuses. Esse poder gerador não procede da deusa (de acordo com uma declaração do Oráculo de Delfos), mas reside nela, dando-lhe uma virtude inigualável, e dessa forma pode-se dizer que ela personifica a virgindade. Comentaristas posteriores sobre Proclo esclareceram que a virgindade de Diana não é uma ausência de impulso sexual, mas uma renúncia à sexualidade. Diana personifica a virgindade porque gera, mas precede, a fertilidade ativa (dentro do neoplatonismo, uma máxima importante é que "toda causa produtiva é superior à natureza do efeito produzido").
Usando os antigos neoplatônicos como base, Taylor também comentou sobre a natureza triádica de Diana e deusas relacionadas, e as maneiras pelas quais elas subsistem umas dentro das outras, participando de forma desigual dos poderes e atributos umas das outras. Por exemplo, diz-se que Coré incorpora Diana/Hécate e Minerva, que criam o poder virtuoso ou virgem dentro dela, mas também Proserpina (sua única identificação tradicional), por meio da qual o poder gerador de Coré como um todo é capaz de prosseguir para o mundo, onde se une ao demiurgo para produzir outras divindades, incluindo Baco e "nove filhas de olhos azuis produtoras de flores".
Proclo também incluiu Ártemis/Diana em uma segunda tríade de divindades, juntamente com Ceres e Juno. Segundo Proclo:
"A tríade geradora da vida começa com Deméter, que engendra toda a vida encosmica, ou seja, a vida intelectual, a vida psíquica e a vida que é inseparável do corpo; Hera, que dá origem à alma, ocupa a posição intermediária coerente (pois a deusa intelectual emana de si todas as procissões dos tipos psíquicos); finalmente, Ártemis foi designada para o fim da trindade porque ela ativa todos os princípios formativos naturais e aperfeiçoa a autocompletude da matéria; é por essa razão, ou seja, porque ela supervisiona o desenvolvimento natural e o nascimento natural, que os teólogos e Sócrates no Theaetetus a chamam de Lóquios."
Proclo apontou o conflito entre Hera e Ártemis na Ilíada como uma representação dos dois tipos de almas humanas. Enquanto Hera cria as almas mais elevadas, mais cultas ou "dignas", Ártemis ilumina e aperfeiçoa as "menos dignas" ou menos racionais. Como explicado por Ragnos (2000), "O aspecto da realidade que Ártemis e Hera compartilham, e por causa do qual se envolvem em um conflito simbólico, é a geração da vida." Hera eleva os seres vivos racionais à existência intelectual racional, enquanto o poder de Ártemis se refere à vida humana no que se refere à sua existência física como ser vivo. "Ártemis lida com as formas mais elementares da vida, ou com a parte mais elementar de toda a vida, enquanto Hera opera nas formas mais elevadas da vida, ou com a parte mais elevada de toda a vida."

## Adoração na Europa pós-romana

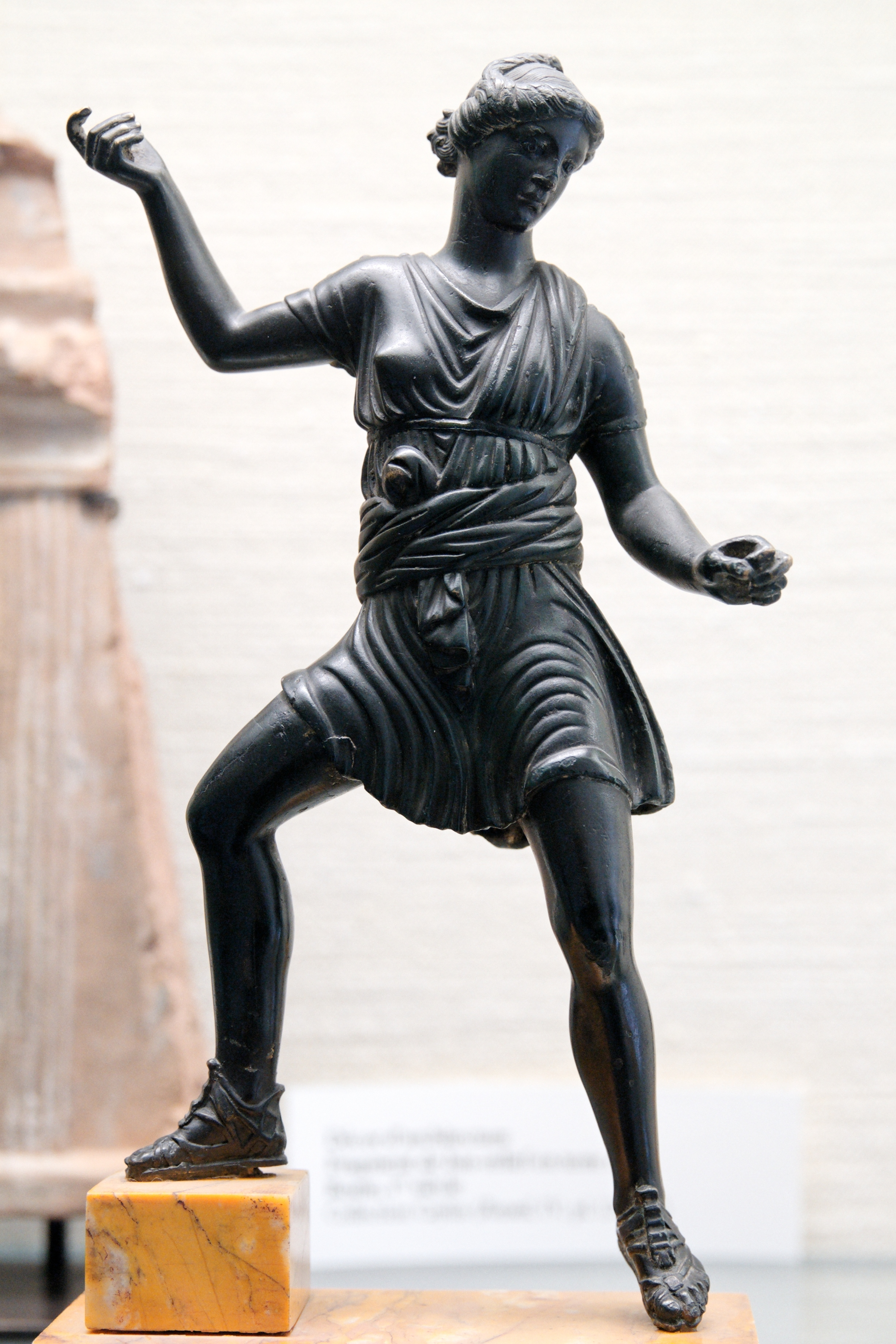
Estatueta de bronze galo-romana de Diana (final do século I)

Sermões e outros documentos religiosos forneceram evidências da adoração a Diana durante a Idade Média. Embora poucos detalhes tenham sido registrados, existem referências suficientes à adoração a Diana durante o período cristão primitivo para dar alguma indicação de que ela pode ter sido relativamente difundida entre comunidades remotas e rurais por toda a Europa, e que tais crenças persistiram até o período merovíngio. Referências ao culto contemporâneo a Diana existem desde o século VI na Península Ibérica e no que hoje é o sul da França, embora relatos mais detalhados dos cultos diânicos tenham sido feitos para os Países Baixos, e em particular para o sul da Bélgica. Muitas delas eram provavelmente deusas locais e ninfas ou dríades da floresta, que foram confundidas com Diana por escritores cristãos que latinizaram nomes e tradições locais.

### Nos Países Baixos
O bispo Gregório de Tours, do século VI, relatou ter conhecido um diácono chamado Vulfilaico (também conhecido como São Wulflaico ou Walfroy, o Estilita), que fundou um eremitério em uma colina onde hoje é Margut, França. Na mesma colina, ele encontrou "uma imagem de Diana, que os descrentes adoravam como uma deusa". De acordo com o relato de Gregório, os adoradores também entoavam cânticos em homenagem a Diana enquanto bebiam e festejavam. Vulfilaico destruiu várias estátuas pagãs menores na região, mas a estátua de Diana era grande demais. Após converter parte da população local ao cristianismo, Vulfilaico e um grupo de moradores locais tentaram puxar a grande estátua montanha abaixo para destruí-la, mas não conseguiram, pois era grande demais para ser movida. No relato de Vulfilaico, após rezar por um milagre, ele conseguiu derrubar a estátua sozinho, e então ele e seu grupo a reduziram a pó com seus martelos. De acordo com Vulfilaico, esse incidente foi rapidamente seguido por um surto de espinhas ou feridas que cobriram todo o seu corpo, que ele atribuiu à atividade demoníaca e que, de forma semelhante, curou por meio do que descreveu como um milagre. Vulfilaico mais tarde fundaria uma igreja no local, hoje conhecido como Monte Saint-Walfroy.
Evidências adicionais da sobrevivência de práticas pagãs na região dos Países Baixos vêm da Vita Eligii, ou "Vida de Santo Elígio", escrita por Audoin no século VII. Audoin reuniu as conhecidas admoestações de Elígio ao povo de Flandres. Em seus sermões, ele denunciava os "costumes pagãos" que o povo continuava a seguir. Em particular, ele denunciou vários deuses e deusas romanos, juntamente com crenças e objetos mitológicos druídicos:
"Eu denuncio e contesto que você não observará costumes pagãos sacrílegos. Por nenhuma causa ou enfermidade você deve consultar mágicos, adivinhos, feiticeiros ou encantadores. ...Não observe augúrios... Nenhuma influência se atribui à primeira obra do dia ou à [fase da] lua. ... [Não] faça vétulas, cervídeos ou ióticos, nem ponha mesas à noite, nem troque presentes de Ano Novo, nem forneça bebidas supérfluas... Nenhum cristão... realiza solestícia, dança, saltos ou cânticos diabólicos. Nenhum cristão deve presumir invocar o nome de um demônio, nem de Netuno, nem de Orco, nem de Diana, nem de Minerva, nem de Genisco... Ninguém deve celebrar o dia de Júpiter em ociosidade. ... Nenhum cristão deve fazer ou prestar qualquer devoção aos deuses do trivium, onde três estradas se encontram, aos templos ou às rochas, às fontes, aos bosques ou aos cantos. Ninguém deve presumir pendurar quaisquer filactérios no pescoço de homens ou animais. ..Ninguém deve presumir fazer lustrações ou encantamentos com ervas, ou passar gado por uma árvore oca ou vala. ... Nenhuma mulher deve presumir pendurar âmbar em seu pescoço ou invocar Minerva ou outros seres malfadados em sua tecelagem ou tingimento. ... Ninguém deve chamar o sol ou a lua de senhores ou jurar por eles. ... Ninguém deve prever o destino, a fortuna ou os horóscopos por eles como fazem aqueles que acreditam que uma pessoa deve ser o que nasceu para ser.
Lendas da Bélgica medieval relatam uma fonte natural que ficou conhecida como "Fons Remacli", um local que pode ter sido o lar do culto a Diana, que sobreviveu até os dias de hoje. Remaclo era um monge nomeado por Elígio para chefiar um mosteiro em Solignac, e há relatos de que ele tenha encontrado o culto a Diana na região ao redor do rio Warche. Dizia-se que a população desta região se dedicava ao culto de "Diana das Ardenas" (um sincretismo de Diana com a deusa celta Arduína), com efígies e "pedras de Diana" usadas como evidência de práticas pagãs. Remaclo acreditava que entidades demoníacas estavam presentes na fonte e a haviam causado a sua secagem. Ele realizou um exorcismo na fonte e instalou um cano de chumbo, que permitiu que a água voltasse a fluir.

### A "Sociedade de Diana"
Diana é a única deusa pagã mencionada pelo nome no Novo Testamento (apenas em algumas versões da Bíblia de Atos 19; muitas outras Bíblias se referem a ela como Ártemis). Como resultado, ela se associou a muitas crenças populares envolvendo figuras sobrenaturais semelhantes a deusas que o clero católico desejava demonizar. Na Idade Média, as lendas das procissões noturnas de espíritos lideradas por uma figura feminina são registradas nos registros da igreja do norte da Itália, no oeste da Alemanha, e no sul da França. Dizia-se que os espíritos entravam em casas e consumiam alimentos que então milagrosamente reapareceram. Eles cantavam e dançavam, e dispensavam conselhos sobre ervas de cura e o paradeiro dos objetos perdidos. Se a casa estivesse em boa ordem, eles trariam fertilidade e abundância. Caso contrário, eles trariam maldições para a família. Algumas mulheres relataram participar dessas procissões enquanto seus corpos ainda estavam na cama. O historiador Carlo Ginzburg se referiu a esses lendários reuniões espirituais como "A Sociedade de Diana".
O clero local reclamou que as mulheres acreditavam que estavam seguindo Diana ou Herodias, passando por noites designadas para se juntar às procissões ou executar instruções da deusa. Os primeiros relatos dessas lendas aparecem nos escritos do Regino de Prüm no ano 899, seguidos por muitos relatórios e variantes adicionais da lenda nos documentos de Ratério e outros. Em 1310, os nomes das figuras de Deusa ligados à lenda eram às vezes combinados como Herodiana. É provável que o clero dessa época tenha usado a identificação do líder da procissão como Diana ou Herodias, a fim de se adequar a uma crença folclórica mais antiga em uma estrutura bíblica, pois ambos são apresentados e demonizados no Novo Testamento. Herodias era frequentemente confundida com sua filha Salomé na lenda, que também sustenta que, ao receber a cabeça decepada de João Batista, ela foi soprada no ar pelo vento da boca do santo, através da qual continuou a vagar pela eternidade. Diana era frequentemente confundida com Hécate, uma deusa associada aos espíritos dos mortos e à bruxaria. Essas associações, e o fato de ambas as figuras serem atestadas na Bíblia, fizeram com que elas se encaixem naturais para o líder da procissão fantasmagórica. O clero usou essa identificação para afirmar que os espíritos eram maus e que as mulheres que os seguiram foram inspiradas por demônios. Como era típico desse período, embora as crenças e práticas pagãs tenham sido quase eliminadas da Europa, o clero e outras autoridades ainda tratavam o paganismo como uma ameaça real, em parte graças à influência bíblica; Grande parte da Bíblia havia sido escrita quando várias formas de paganismo ainda eram ativas se não dominantes, de modo que o clero medieval aplicou os mesmos tipos de avisos e advertências por quaisquer crenças e práticas folclóricas não padrão que encontraram. Com base na análise de documentos da igreja e confissões de paroquianos, é provável que o espírito identificado pela Igreja como Diana ou Herodias fosse chamado por nomes de figuras pré-cristãs, como Holda (uma deusa germânica do solstício de inverno), ou por nomes que faziam referência à sua capacidade de trazer prosperidade, como o latim Abundia (que significa "abundância"), Satia (que significa "cheio" ou "abundante") e o italiano Richella (que significa "rico"). Alguns dos títulos locais para ela, como bonae res (que significa "coisas boas"), são semelhantes aos títulos clássicos tardios para Hécate, como bona dea. Isso pode indicar uma mistura cultural de ideias populares medievais com resquícios de sistemas de crenças pagãs anteriores. Seja qual for sua verdadeira origem, por volta do século XIII, a líder da lendária procissão espiritual passou a ser firmemente identificada com Diana e Herodias por influência da Igreja.

## Desenvolvimento moderno e folclore

### The Golden Bough

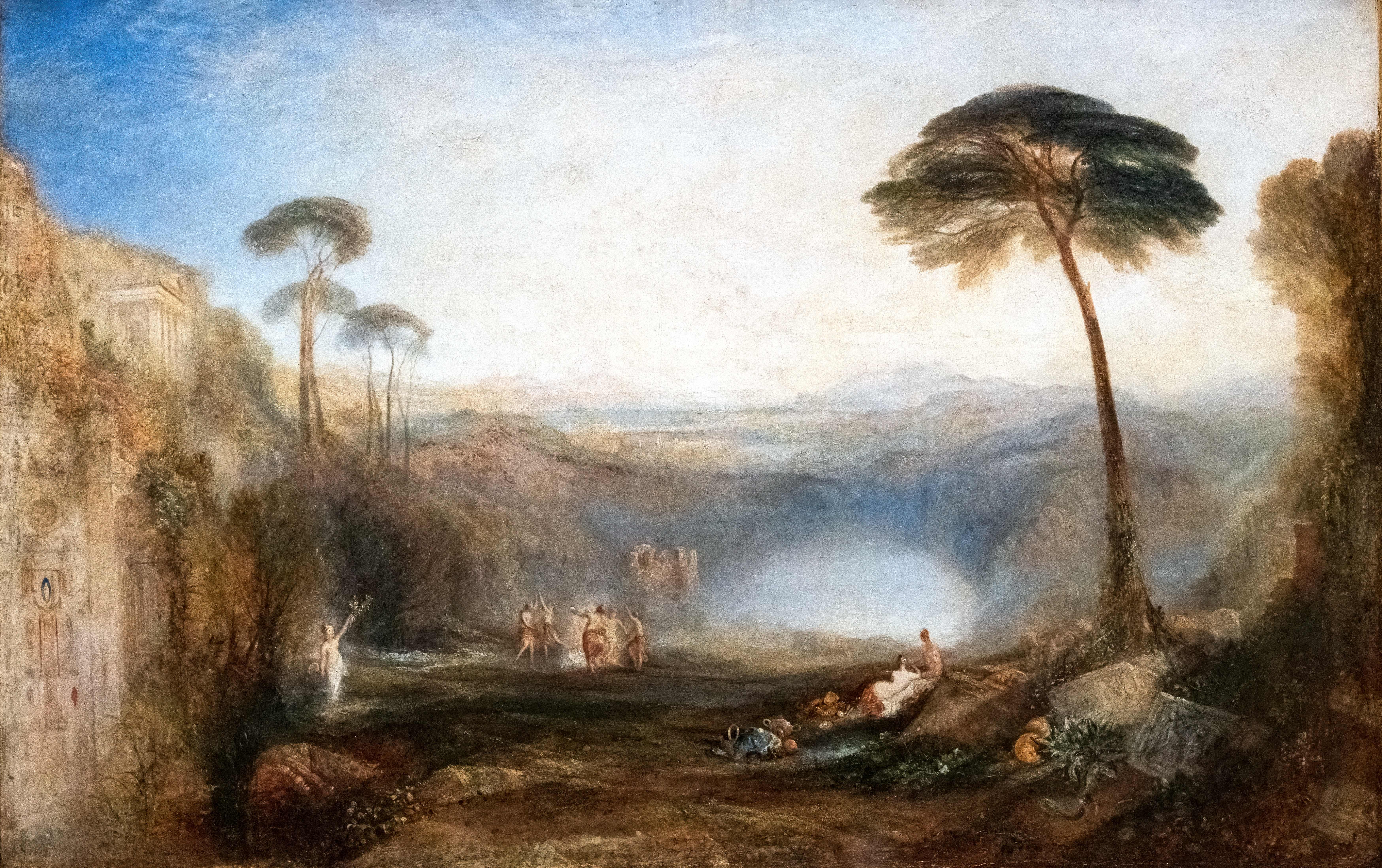
Pintura de J. M. W. Turner de 1834 sobre o incidente do Ramo de Ouro na Eneida

Em seu amplo estudo comparativo de mitologia e religião, The Golden Bough, o antropólogo James George Frazer utilizou várias linhas de evidências para reinterpretar os rituais lendários associados a Diana em Nemi, particularmente o do rex Nemorensis. Frazer desenvolveu suas ideias em relação à pintura de J. M. W. Turner, também intitulada "O Ramo de Ouro", que retrata uma visão onírica do lago arborizado de Nemi. Segundo Frazer, o rex Nemorensis, ou rei de Nemi, era a encarnação de um deus moribundo e renascido, uma divindade solar que participava de um casamento místico com uma deusa. Ele morria na colheita e reencarnava na primavera. Frazer afirmava que esse tema de morte e renascimento é central em quase todas as religiões e mitologias do mundo. Na teoria de Frazer, Diana atuava como uma deusa da fertilidade e do parto que, auxiliada pelo rei sagrado, devolvia ritualmente a vida à terra na primavera. O rei, nesse esquema, servia não apenas como sumo sacerdote, mas também como um deus do bosque. Frazer identifica essa figura com Vírbio, sobre o qual pouco se sabe, mas também com Júpiter, por meio de uma associação com carvalhos sagrados. Frazer argumentou ainda que Júpiter e Juno eram simplesmente nomes duplicados de Jana e Jano; isto é, Diana e Dianus, todos com funções e origens idênticas.
O folclore especulativamente reconstruído por Frazer sobre as origens de Diana e a natureza de seu culto em Nemi não foi bem recebido nem mesmo por seus contemporâneos. Godfrey Lienhardt observou que, mesmo durante a vida de Frazer, outros antropólogos "se distanciaram, em grande parte, de suas teorias e opiniões", e que a influência duradoura de The Golden Bough e da obra mais ampla de Frazer "foi no mundo literário, e não no acadêmico". Robert Ackerman escreveu que, para os antropólogos, Frazer é "uma vergonha" por ser "o mais famoso de todos" e que a maioria se distancia de sua obra. Embora The Golden Bough tenha alcançado amplo "apelo popular" e exercido uma influência "desproporcional" "sobre tantos escritores criativos [do século XX]", as ideias de Frazer desempenharam "um papel muito menor" na história da antropologia social acadêmica.

### O Evangelho das Bruxas

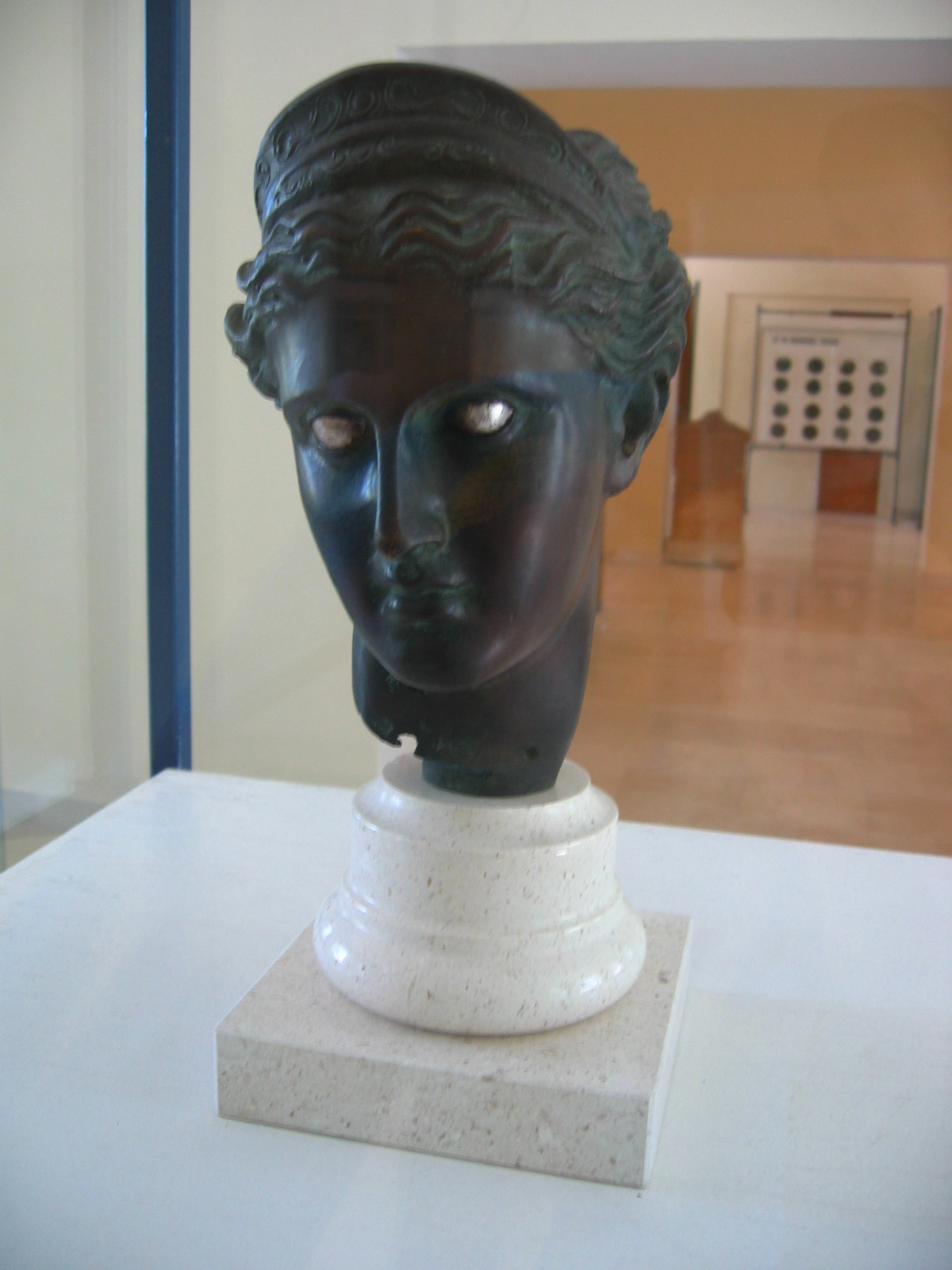
Cabeça de bronze praxíteles de uma deusa usando uma coroa semilunar, do século IV a.C., encontrada em Issa (Vis, Croácia)

Lendas populares como a Sociedade de Diana, que associava a deusa a encontros proibidos de mulheres com espíritos, podem ter influenciado obras folclóricas posteriores. Uma delas é Aradia, ou o Evangelho das Bruxas, de Charles Godfrey Leland, que destacou Diana no centro de um culto às bruxas italiano. Na interpretação de Leland da suposta bruxaria popular italiana, Diana é considerada a Rainha das Bruxas. Segundo esse sistema de crenças, Diana teria criado o mundo de seu próprio ser, contendo em si as sementes de toda a criação futura. Dizia-se que ela separava de si mesma a escuridão e a luz, guardando para si a escuridão da criação e criando seu irmão Lúcifer. Acreditava-se que Diana amava e governava com seu irmão, e com ele teve uma filha, Aradia (um nome provavelmente derivado de Herodias), que lidera e ensina as bruxas na Terra.
A alegação de Leland de que Aradia representava uma tradição autêntica de um culto subterrâneo de bruxas, que secretamente venerava Diana desde os tempos antigos, foi rejeitada pela maioria dos estudiosos do folclore, da religião e da história medieval. Após a publicação, em 1921, de The Witch-cult in Western Europe, de Margaret Murray, que levantava a hipótese de que os julgamentos de bruxas europeus eram, na verdade, uma perseguição a uma sobrevivência religiosa pagã, o livro Witches Still Live, da autora sensacionalista americana Theda Kenyon, de 1929, conectou a tese de Murray com a religião da bruxaria em Aradia. Argumentos contra a tese de Murray eventualmente incluiriam argumentos contra Leland. O estudioso de bruxaria Jeffrey Russell dedicou parte de seu livro de 1980, A History of Witchcraft: Sorcerers, Heretics and Pagans, a argumentar contra as alegações que Leland apresentou em Aradia. O historiador Elliot Rose, em A Razor for a Goat, descartou Aradia como uma coleção de encantamentos que tentavam, sem sucesso, retratar uma religião. Em seu livro Triumph of the Moon, o historiador Ronald Hutton duvidou não apenas da existência da religião que Aradia alegava representar, e que as tradições apresentadas por Leland eram diferentes de tudo o que foi encontrado na literatura medieval real, mas também da existência das fontes de Leland, argumentando que é mais provável que Leland tenha criado toda a história do que que Leland pudesse ser tão facilmente "enganado". O estudioso religioso Chas S. Clifton discordou da posição de Hutton, escrevendo que ela equivalia a uma acusação de "fraude literária grave" feita por um "argumento de ausência".

### Adoração moderna
Como as alegações de Leland sobre um culto às bruxas italiano são questionáveis, o primeiro culto verificável a Diana na era moderna provavelmente foi iniciado pela Wicca. Os primeiros praticantes conhecidos de bruxaria neopagã eram membros de uma tradição iniciada por Gerald Gardner. Versões publicadas dos materiais devocionais utilizados pelo grupo de Gardner, datadas de 1949, concentram-se fortemente no culto a Aradia, a filha de Diana no folclore de Leland. A própria Diana foi reconhecida como um aspecto de uma única "grande deusa" na tradição de Apuleio, conforme descrito na wiccana Carga da Deusa (adaptada do texto de Leland). Alguns wiccanos posteriores, como Scott Cunningham, substituiriam Aradia por Diana como o foco central da adoração.
No início da década de 1960, Victor Henry Anderson fundou a Tradição Feri, uma forma de Wicca que se inspira tanto no folclore de Charles Leland quanto na tradição Gardneriana. Anderson afirmou ter sido iniciado em uma tradição de bruxaria ainda criança, em 1926, e que lhe disseram que o nome da deusa adorada pelas bruxas era Tana. O nome Tana originou-se na Aradia de Leland, onde ele alegou ser um antigo nome etrusco para Diana. A Tradição Feri, fundada por Anderson, continua a reconhecer Tana/Diana como um aspecto da Deusa Estelar relacionado ao elemento fogo, representando "o útero ígneo que dá à luz e transforma toda a matéria". (Em Aradia, Diana também é creditada como a criadora do mundo material e Rainha das Fadas).
Algumas tradições wiccanas elevam Diana a uma posição de culto mais proeminente, e existem dois ramos modernos distintos da Wicca focados principalmente em Diana. O primeiro, fundado no início da década de 1970 nos Estados Unidos por Morgan McFarland e Mark Roberts, tem uma teologia feminista e aceita apenas ocasionalmente participantes do sexo masculino, sendo a liderança limitada a sacerdotisas. Os wiccanos diânicos de McFarland baseiam sua tradição principalmente no trabalho de Robert Graves e seu livro The White Goddess, e foram inspirados por referências à existência de "cultos diânicos" europeus medievais no livro The Witch-Cult in Western Europe, de Margaret Murray. A segunda tradição Diânica, fundada por Zsuzsanna Budapest em meados da década de 1970, caracteriza-se por um foco exclusivo no aspecto feminino do divino e, como resultado, é exclusivamente feminina. Essa tradição combina elementos da Wicca Tradicional Britânica, magia popular italiana baseada na obra de Charles Leland, valores feministas, e práticas de cura provenientes de diversas culturas.
Uma terceira tradição neopagã fortemente inspirada pela adoração de Diana através das lentes do folclore italiano é Stregheria, fundada na década de 1980. Ela gira em torno de um par de divindades consideradas amantes divinas, que são conhecidas por vários nomes variantes, incluindo Diana e Dianus, alternadamente dados como Tana e Tanus ou Jana e Janus (os dois últimos nomes de divindades foram mencionados por James Frazer em The Golden Bough como corrupções posteriores de Diana e Dianus, que eram nomes alternativos e possivelmente mais antigos para Juno e Júpiter). A tradição foi fundada pelo autor Raven Grimassi e influenciada por contos populares italianos que sua mãe lhe contava. Um desses contos descreve a lua sendo fecundada por seu amante, a estrela da manhã, um paralelo à mitologia de Leland sobre Diana e seu amante Lúcifer.
Diana também foi objeto de adoração em certos ritos feraféricos, particularmente aqueles que cercam o equinócio de outono, a partir de 1967.

## Legado

### Na linguagem
Tanto as palavras romenas para "fada" Zână e Sânziană, a palavra leonesa e portuguesa para "ninfa da água" xana, quanto a palavra espanhola para "alvo de tiro" e "chamada matinal" (diana) parecem vir do nome de Diana.

### Nas artes

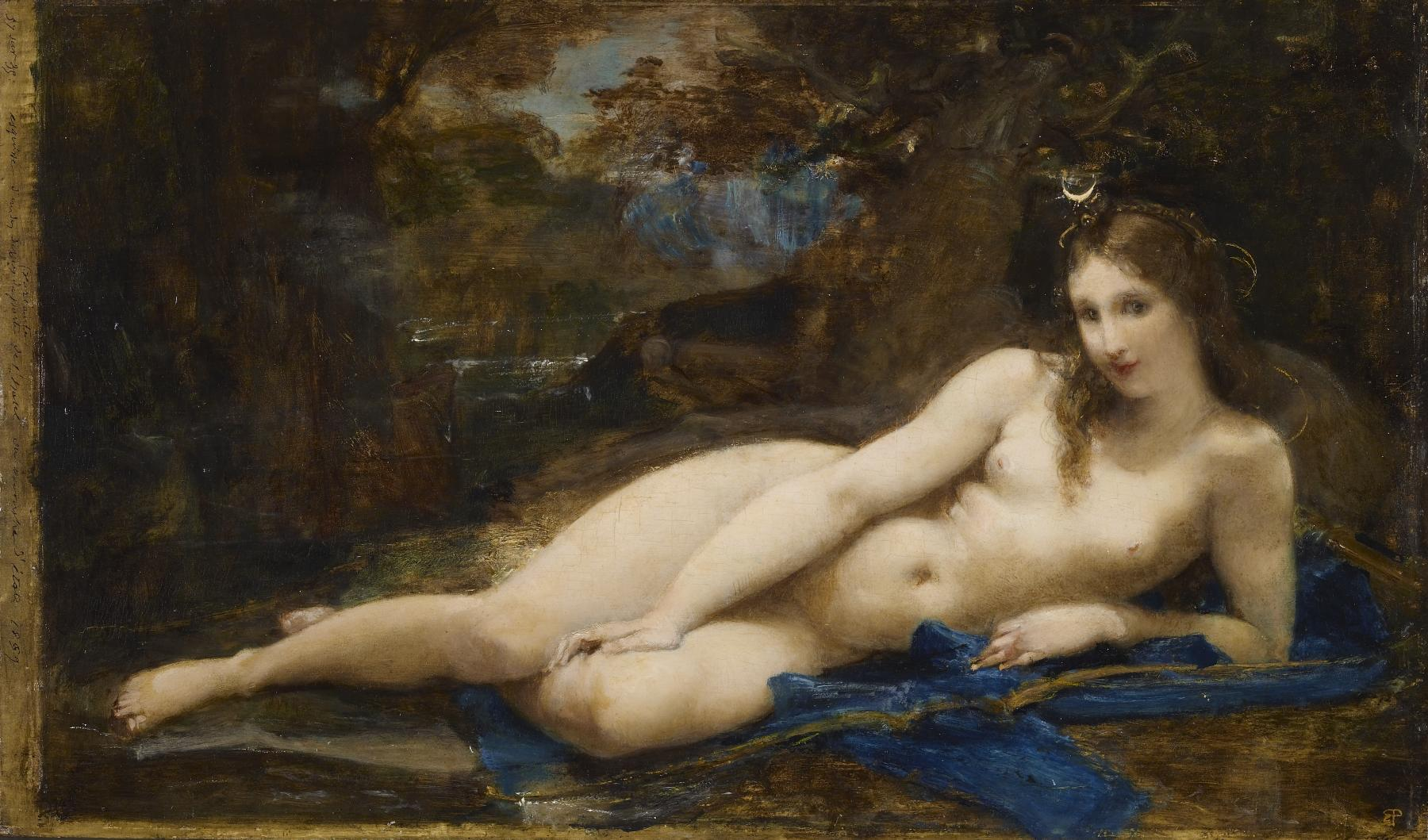
Diana Repousando, de Paul-Jacques-Aimé Baudry. A deusa nua, identificada pela lua crescente em seus cabelos e pelo arco e aljava ao lado, reclina-se sobre uma cortina azul.

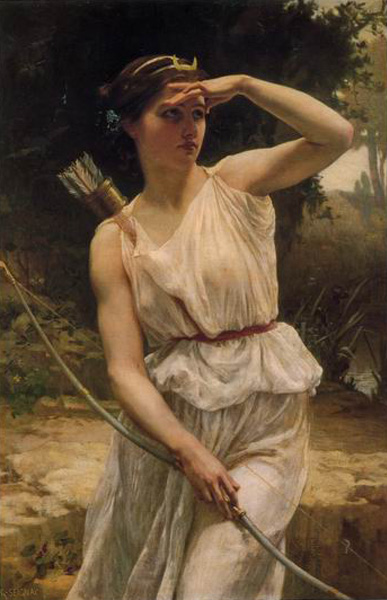
Diana Caçando, Guillaume Seignac

Desde o Renascimento, os mitos de Diana têm sido frequentemente representados nas artes visuais e dramáticas, incluindo a ópera L'Arbore di Diana. No século XVI, a imagem de Diana figurou com destaque nos castelos de Fontainebleau, Chenonceau, e Anet, em deferência a Diana de Poitiers, amante de Henrique da França. Em Versalhes, ela foi incorporada à iconografia olímpica com a qual Luís XIV, o "Rei Sol", semelhante a Apolo, gostava de se cercar. Diana também é personagem do balé Sílvia, de Léo Delibes, de 1876. A trama aborda Sylvia, uma das ninfas de Diana e que jurou castidade, e o ataque de Diana ao afeto de Sylvia pelo pastor Amintas.

#### Na literatura
- Diana Soren, a personagem principal do romance de Carlos Fuentes, Diana o la cazadora soltera (Diana, ou A Caçadora Solitária), é descrita como tendo a mesma personalidade da deusa.[109]
- No poema de Jonathan Swift: "The Progress of Beauty", Diana, como deusa da lua, é usada em comparação à mulher comum do século XVII/início do XVIII sobre a qual Swift escreve satiricamente. Começa: "Quando Diana sai da cama pela primeira vez..."
- Na Historia Regum Britanniae ("História dos Reis da Grã-Bretanha"), de Geoffrey de Monmouth, Diana lidera o troiano Brutus até a Grã-Bretanha, onde ele e seu povo se estabelecem.
- A personagem Diana é a protagonista do romance infantil The Moon Stallion, de Brian Hayles (1978), e da série de televisão da BBC de mesmo nome. Diana é interpretada pela atriz Sarah Sutton.
- Em Camp Half-Blood Chronicles, de Rick Riordan, Diana atua como a encarnação romana de Ártemis, embora só apareça em The Tyrant's Tomb. Em The Heroes of Olympus, junto com os outros deuses, Ártemis é dividida entre suas encarnações grega e romana. Em The Tyrant's Tomb, Apolo convoca sua irmã para ajudá-lo contra Tarquínio e seu exército de mortos-vivos. Diana aparece com os Caçadores de Ártemis para matar Tarquínio e seu exército e cura os ferimentos de Apolo antes de partir novamente.

#### Em Shakespeare

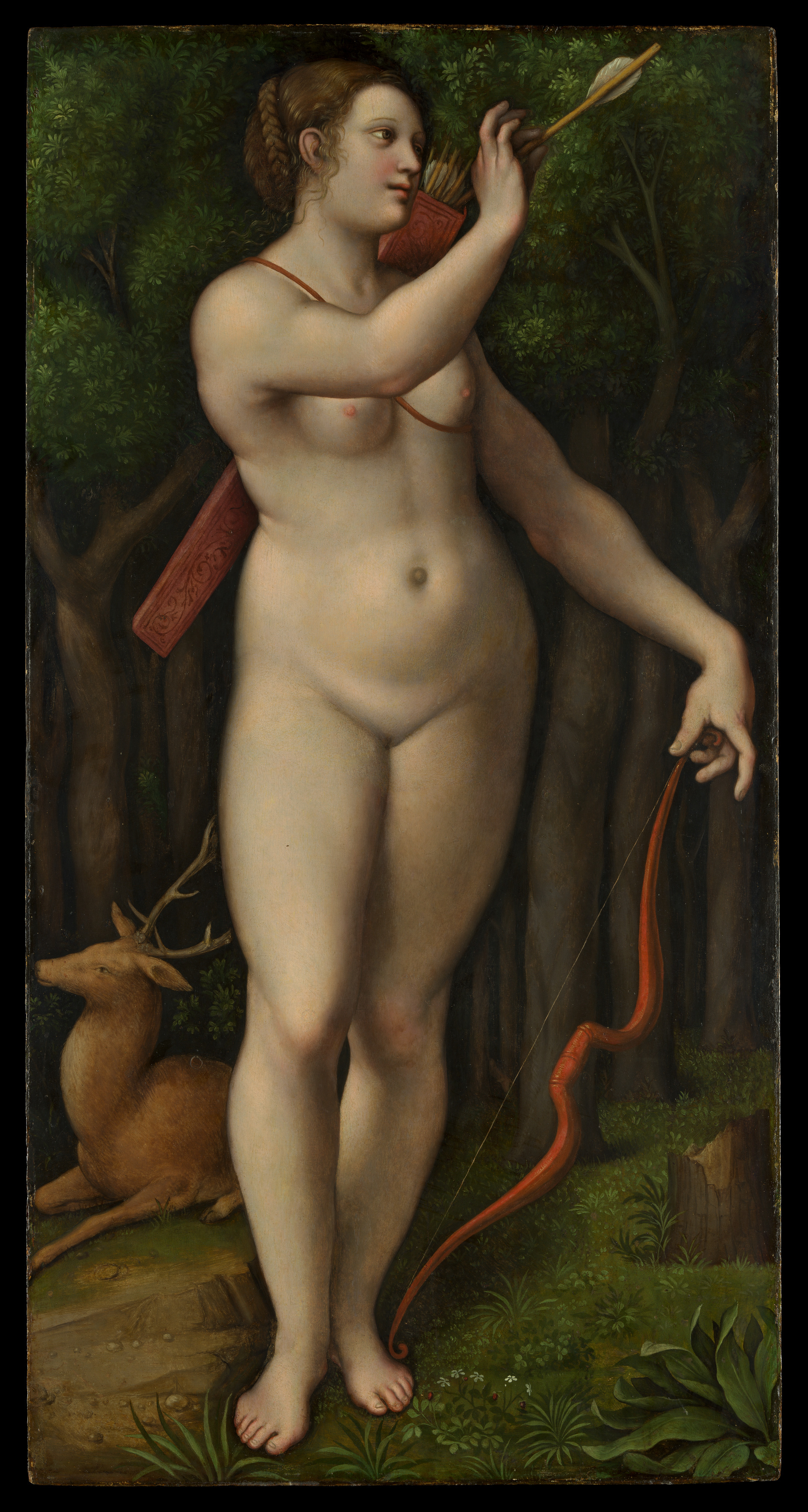
Diana como a Caçadora, de Giampietrino

- Em Péricles, Príncipe de Tiro, Diana, de Shakespeare, aparece a Péricles em uma visão, dizendo-lhe para ir ao seu templo e contar sua história aos seus seguidores.
- Em Bem Está O Que Bem Acaba, Diana aparece como uma figura na peça e Helena faz várias alusões a ela, como: "Agora, Diana, do teu altar eu fujo..." e "...deseja castamente e ame ternamente, que sua Diana/fosse ela mesma e amor..." O Regente também diz: "...; Diana não é uma rainha de virgens,/ que permitiria que seu pobre cavaleiro fosse surpreendido, sem/ resgate no primeiro ataque ou resgate depois." Pode-se presumir que 'Dian' é simplesmente uma abreviação de 'Diana', já que mais tarde na peça, quando a carta de Parolles para Diana é lida em voz alta, ela diz 'Dian'.[110]

#### Em jogos eletrônicos e revistas em quadrinhos
- A personagem Diana do jogo eletrônico League of Legends é amplamente baseada na deusa.
- William Moulton Marston inspirou-se no arquétipo de Diana como base alegórica para o nome próprio da Mulher-Maravilha, Princesa Diana, na DC Comics. A maioria das versões da história de origem da Mulher-Maravilha afirma que ela recebeu o nome Diana porque sua mãe, Hipólita, foi inspirada na deusa da lua sob a qual Diana nasceu.
- Diana também é uma das deusas principais do jogo eletrônico Ryse.
- Na série de mangá e anime Sailor Moon, Diana é a companheira felina de Chibiusa, filha de Usagi. Diana é filha de Ártemis e Luna. Todas essas personagens são conselheiras dos governantes do reino da lua e, portanto, têm nomes associados à lua.

#### Na pintura e escultura

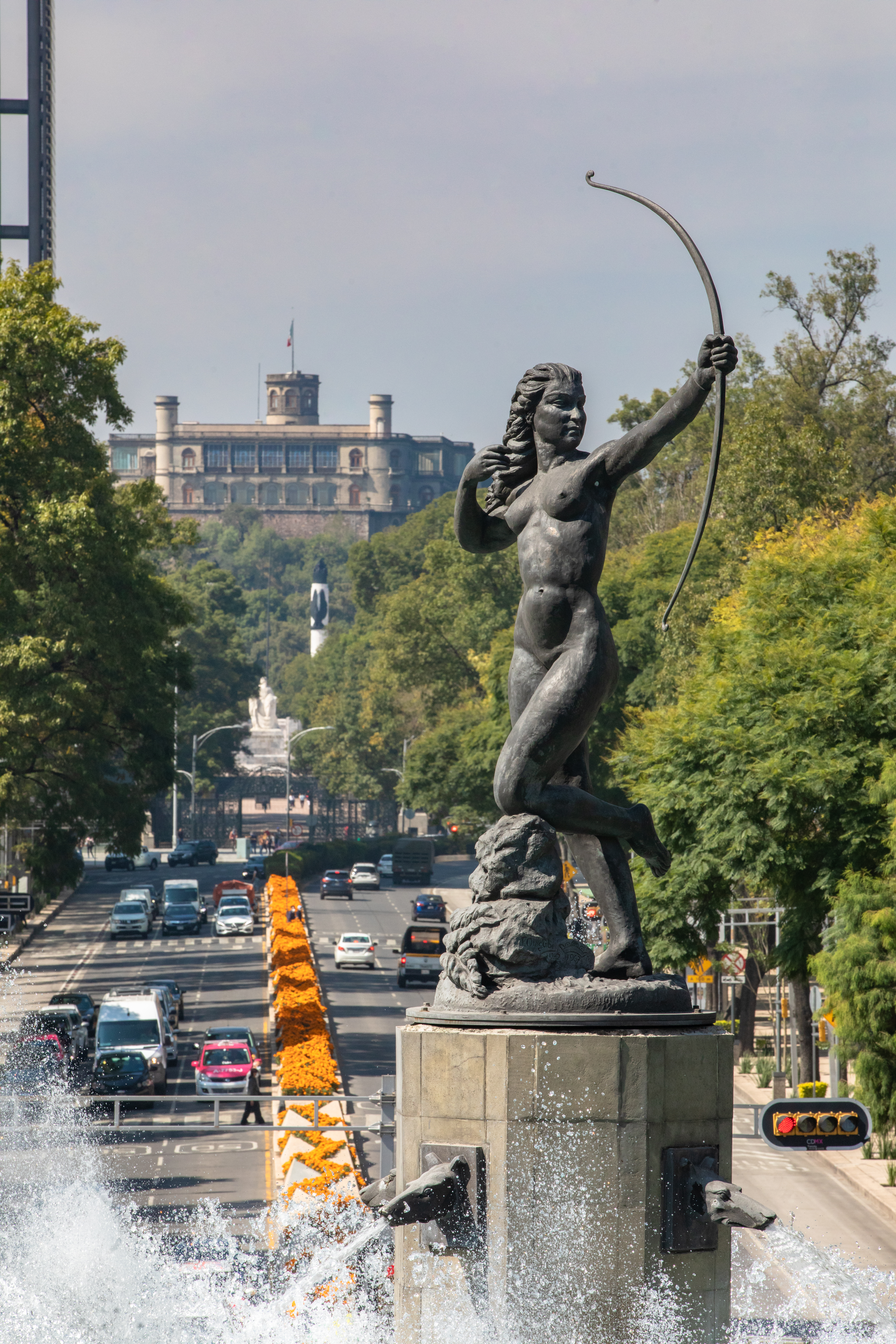
Fuente de la Diana Cazadora (1938–1942) em bronze no Paseo de la Reforma, Cidade do México

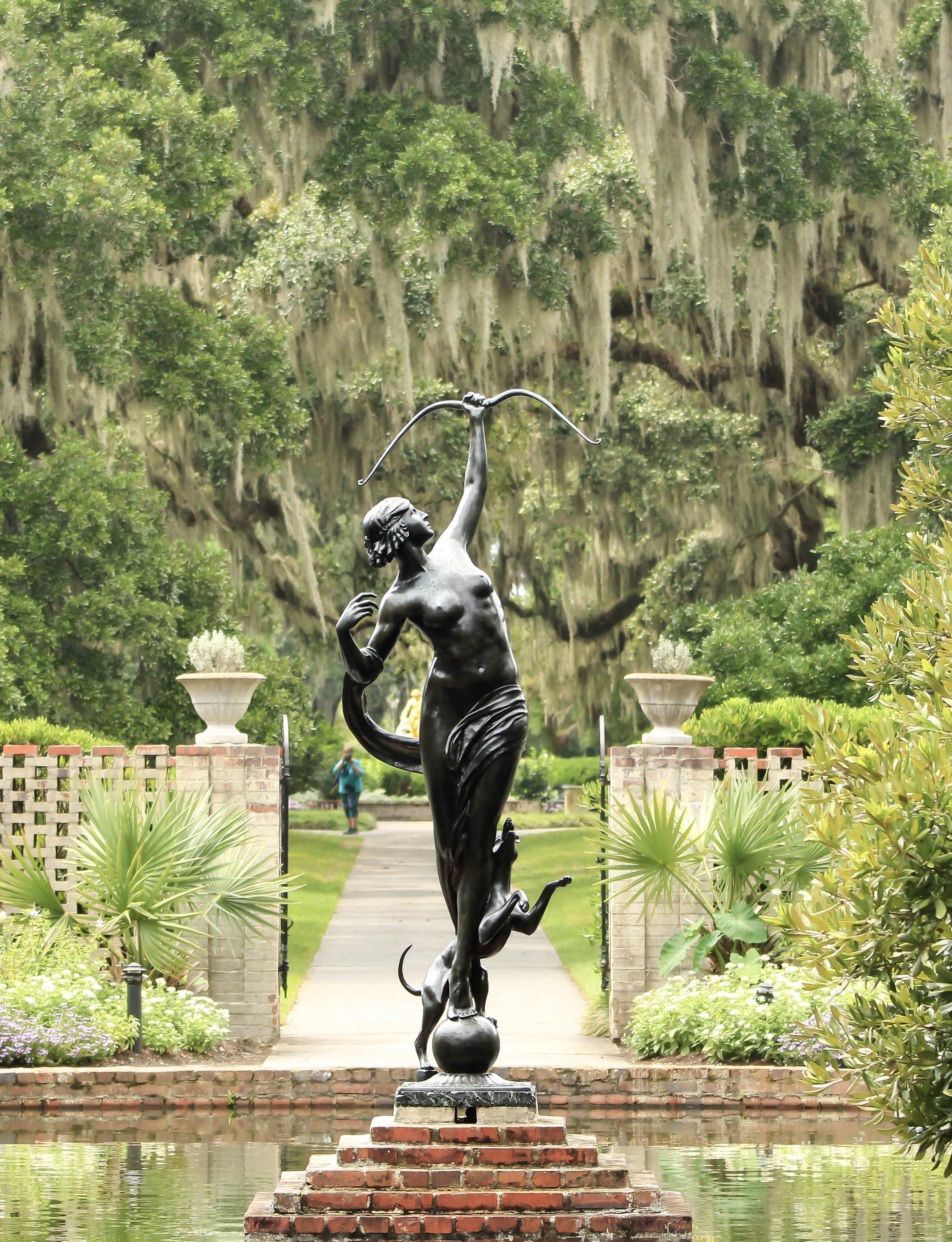
Diana da Perseguição (1922), Anna Hyatt Huntington em bronze no Brookgreen Gardens em Murrells Inlet, Carolina do Sul.

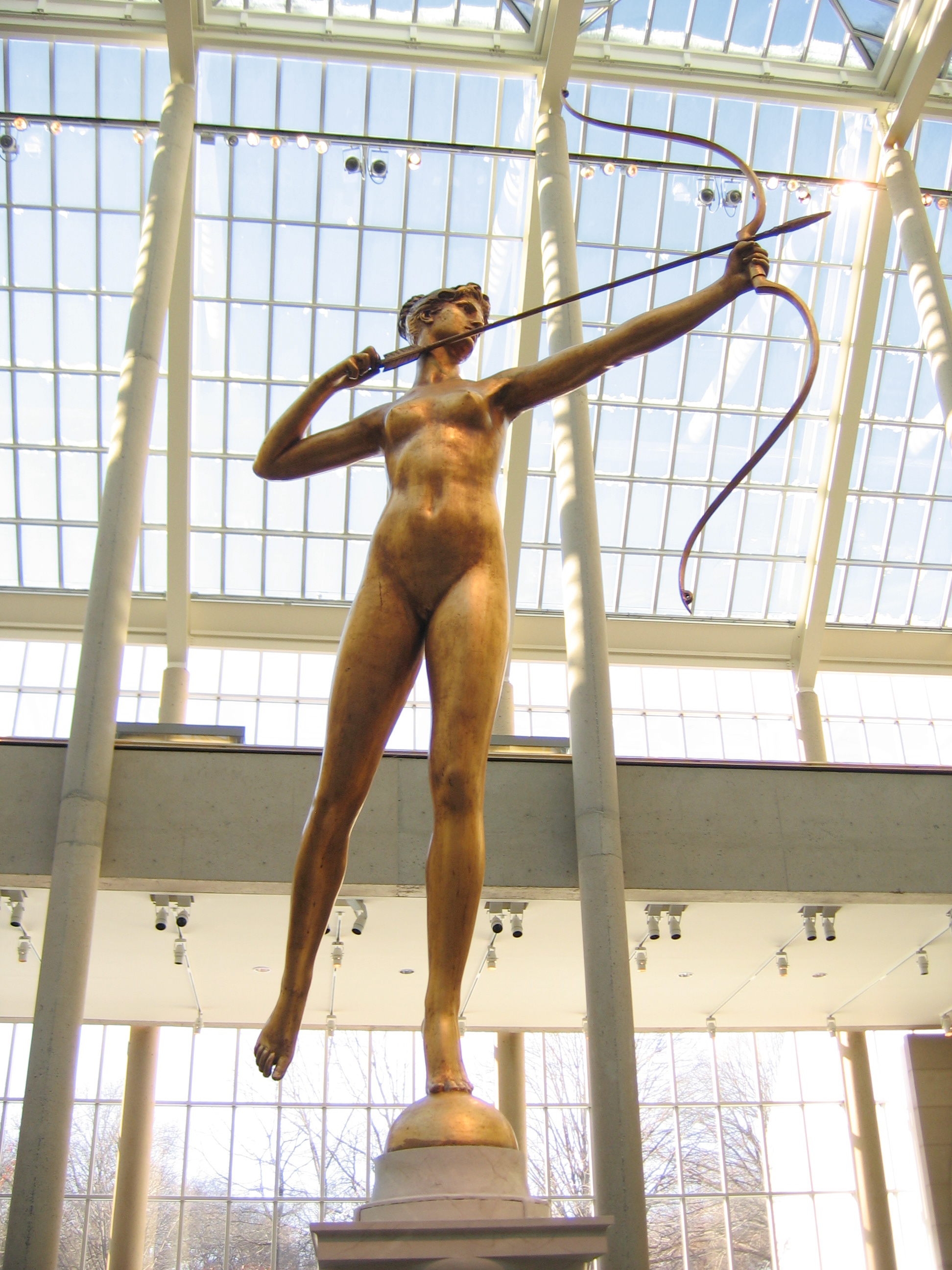
Diana (1892–93), Augustus Saint-Gaudens. Bronze, Museu Metropolitano de Arte, Nova York.

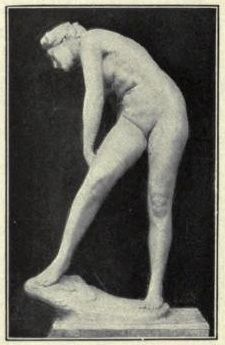
Diana Ferida, estátua de bronze de Sir Edgar Bertram Mackennal, hospedada na Tate Gallery de Londres

Diana tem sido um dos temas mais populares da arte. Pintores como Ticiano, Peter Paul Rubens, François Boucher, e Nicolas Poussin fizeram uso de seu mito como tema principal. A maioria das representações de Diana na arte abordava as histórias de Diana e Acteão, ou Calisto, ou a retratavam descansando após uma caçada. Algumas obras de arte famosas com o tema Diana são:
- Diana e Acteão, Diana e Calisto, e A Morte de Acteon por Ticiano.
- Diana e Calisto, Diana Retornando da Caça, Diana Descansando após o Banho, e Diana Saindo do Banho, por François Boucher.
- Diana Banhando-se com suas Ninfas, de Rembrandt.
- Diana e Endymion de Poussin.
- Diana e Calisto, Diana e sua Ninfa Partindo da Caça, Diana e suas Ninfas Surpreendidas por um Fauno, de Rubens.
- Diana e Endymion de Johann Michael Rottmayr.
- Diana Ferida, estátua de bronze por Sir Edgar Bertram Mackennal, hospedado na Tate Gallery de Londres (comprado em 1908).[111]
- A famosa fonte no Palácio de Caserta, Itália, criada por Paolo Persico, Brunelli e Pietro Solari, retrata Diana sendo surpreendida por Acteão.
- Uma escultura de Christophe-Gabriel Allegrain pode ser vista no Musée du Louvre.
- Diana da Torre, uma estátua de cobre de Augustus Saint-Gaudens, foi criada como cata-vento para o segundo Madison Square Garden em 1893. Atualmente, está em exibição no Museu de Arte da Filadélfia.
- Uma escultura pelo escultor francês François-Léon Sicard na Archibald Fountain, Sydney, NSW, Austrália [112]
- Em Parma, no convento de São Paulo, Antonio Allegri da Correggio pintou os aposentos da abadessa Giovanna Piacenza. Em 1519, ele foi contratado para pintar o teto e a cornija da lareira. Na cornija, pintou uma imagem de Diana cavalgando uma carruagem, possivelmente puxada por um veado.
- Fuente de la Diana Cazadora [Fonte da Diana Caçadora], uma escultura de fonte da caçadora Diana com uma flecha apontando para o céu, fica na rotatória do Paseo de la Reforma, Zona Rosa, Distrito Federal Mexicano da Cidade do México.
- Diana da Perseguição, uma estátua de bronze de Anna Hyatt Huntington em 1922. Diana era um símbolo definidor na época, colocada em instituições como o Fogg Art Museum na Universidade de Harvard, a Sociedade Histórica de Nova York na cidade de Nova York e a Galeria de Arte Huntington em San Marino, Califórnia. Uma das réplicas mais notáveis pode ser encontrada no Brookgreen Gardens, na Carolina do Sul, fundado por Anna Hyatt Huntington e seu marido Archer Milton Huntington em 1932.
- A arquitetura e o paisagismo Beaux-Arts (final do século XIX e início do século XX) utilizavam referências clássicas modernizadas. Duas das mais populares do período eram a de Pomona (deusa dos pomares), como metáfora para a agricultura, e a de Diana, representando o comércio, uma busca perpétua por vantagens e lucros.

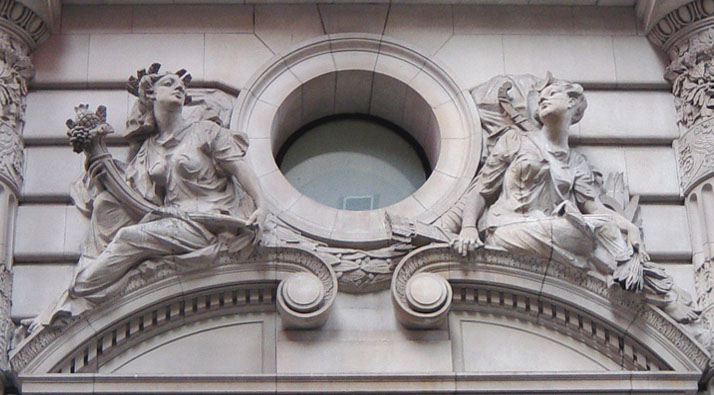
Pomona (à esquerda, simbolizando agricultura), e Diana (simbolizando comércio) como decoração de prédio

Há muitas estátuas de Diana, a Caçadora, em Yambol, Bulgária.

#### Em filmes
- No filme A Bela e a Fera, de Jean Cocteau, de 1946, é o poder de Diana que transforma e aprisiona a fera.
- Diana/Ártemis aparece no final do segmento 'Pastoral Symphony' de Fantasia.
- Em seu filme de 1968, La mariée était en noir, François Truffaut explora esse símbolo mitológico. Julie Kohler, interpretada por Jeanne Moreau, posa como Diana/Ártemis para o artista Fergus. Essa escolha parece adequada para Julie, uma personagem atormentada pela vingança, da qual Fergus se torna a quarta vítima. Ela posa com um arco e flecha, vestida de branco.
- Na comédia Four Rooms de 1995, um grupo de bruxas ressuscita uma Diana petrificada na véspera de Ano Novo.
- O coletivo francês LFKs e seu diretor de cinema/teatro, escritor e artista visual Jean Michel Bruyere produziram uma série de 600 curtas e filmes de "média duração", uma instalação audiovisual interativa de 360° (Si poteris narrare licet ("se você é capaz de falar sobre isso, então você pode fazê-lo" ......) em 2002, e uma instalação audiovisual 3D 360° La Dispersion du Fils[113] de 2008 a 2016, bem como uma performance ao ar livre, "Une Brutalité pastorale" (2000), tudo sobre o mito de Diana e Acteão.

#### Na música
- Diana é uma personagem de Hipólito e Arícia, uma ópera de Jean-Philippe Rameau.
- Na capa do segundo álbum de estúdio da banda de metal progressivo Protest the Hero, Fortress, Diana é retratada protegida por carneiros e outros animais. O tema de Diana permeia todo o álbum.
- O compositor clássico norueguês Martin Romberg escreveu uma missa para coro misto em sete partes, baseada em uma seleção de poemas do texto Aradia, de Leland, na qual Diana tem grande destaque. A Missa das Bruxas estreou no Festival Internacional de Vestfold em 2012 com Grex Vocalis. Para criar a atmosfera certa para a música, o festival bloqueou um túnel rodoviário inteiro em Tønsberg para usá-lo como local.[114] A obra foi lançada em CD pela Lawo Classics em 2014.[115]
- Ártemis, e posteriormente Diana, é usada como ponto focal em "Artemis", faixa doze do álbum de 2022 do AURORA, The Gods We Can Touch.

#### Outros
- No discurso fúnebre de Diana, Princesa de Gales, em 1997, seu irmão fez uma analogia entre a antiga deusa da caça e sua irmã – "a pessoa mais caçada da era moderna".
- DIANA Mayer & Grammelspacher GmbH & Co.KG, uma empresa de armas de pressão, recebeu o nome de Diana, a deusa da caça.[116]
- O 323º Esquadrão da Real Força Aérea Neerlandesa é chamado de Diana e usa uma representação de Diana com seu arco em seu emblema.[117]
- Em Ciudad Juárez, no México, uma mulher que se autodenominava "Diana Caçadora de Motoristas de Ônibus" foi responsável por atirar em dois motoristas de ônibus em 2013, no que podem ter sido ataques de justiceiros.[118][119]
- Diana é comemorada no nome científico de uma espécie de cobra coral, Micrurus diana.[120]